# Botes salva-vidas do RMS Titanic

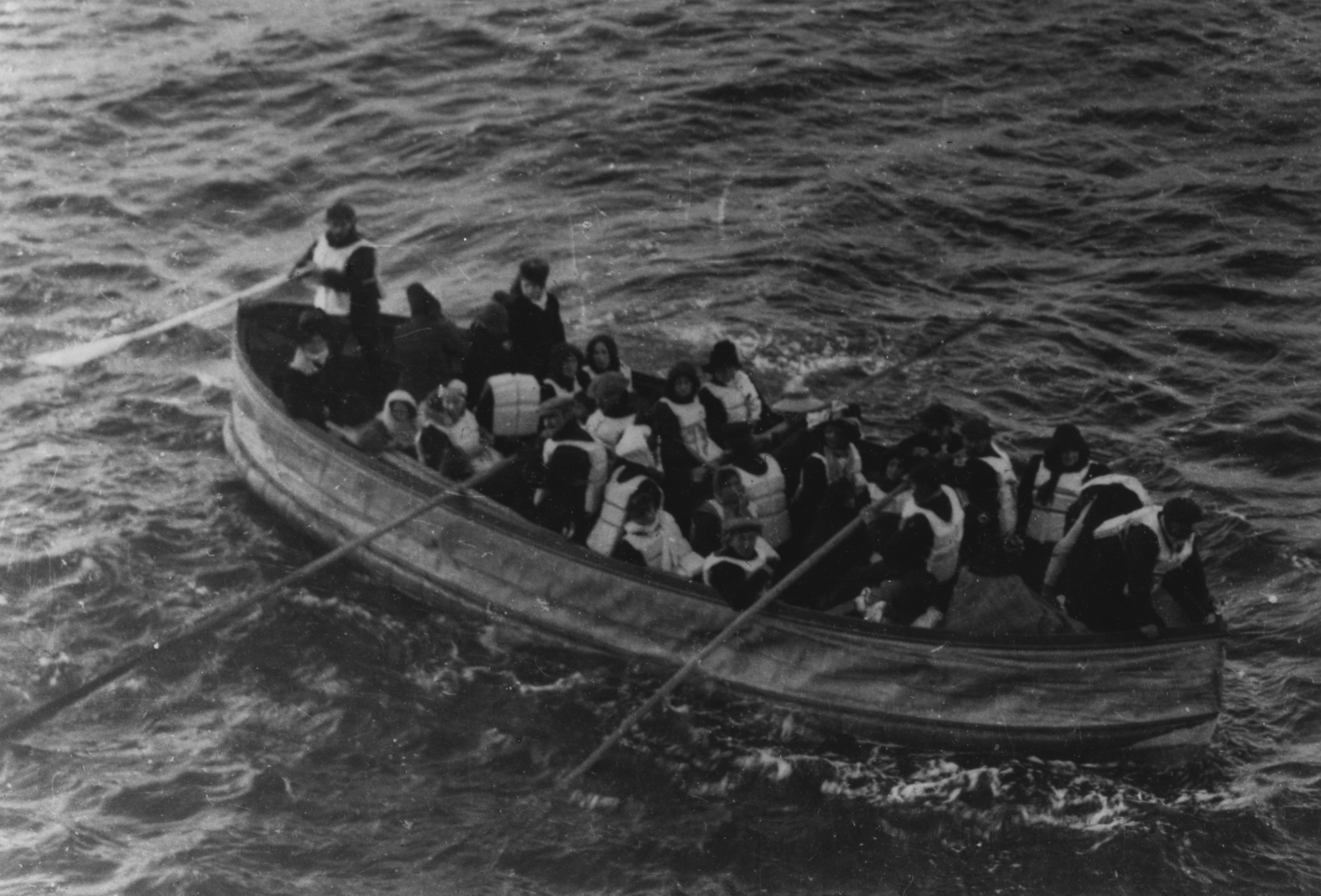
Parcialmente inundado com água gelada do mar, o bote desmontável D do Titanic se aproxima do RMS Carpathia às 7:15 da manhã de 15 de abril de 1912.

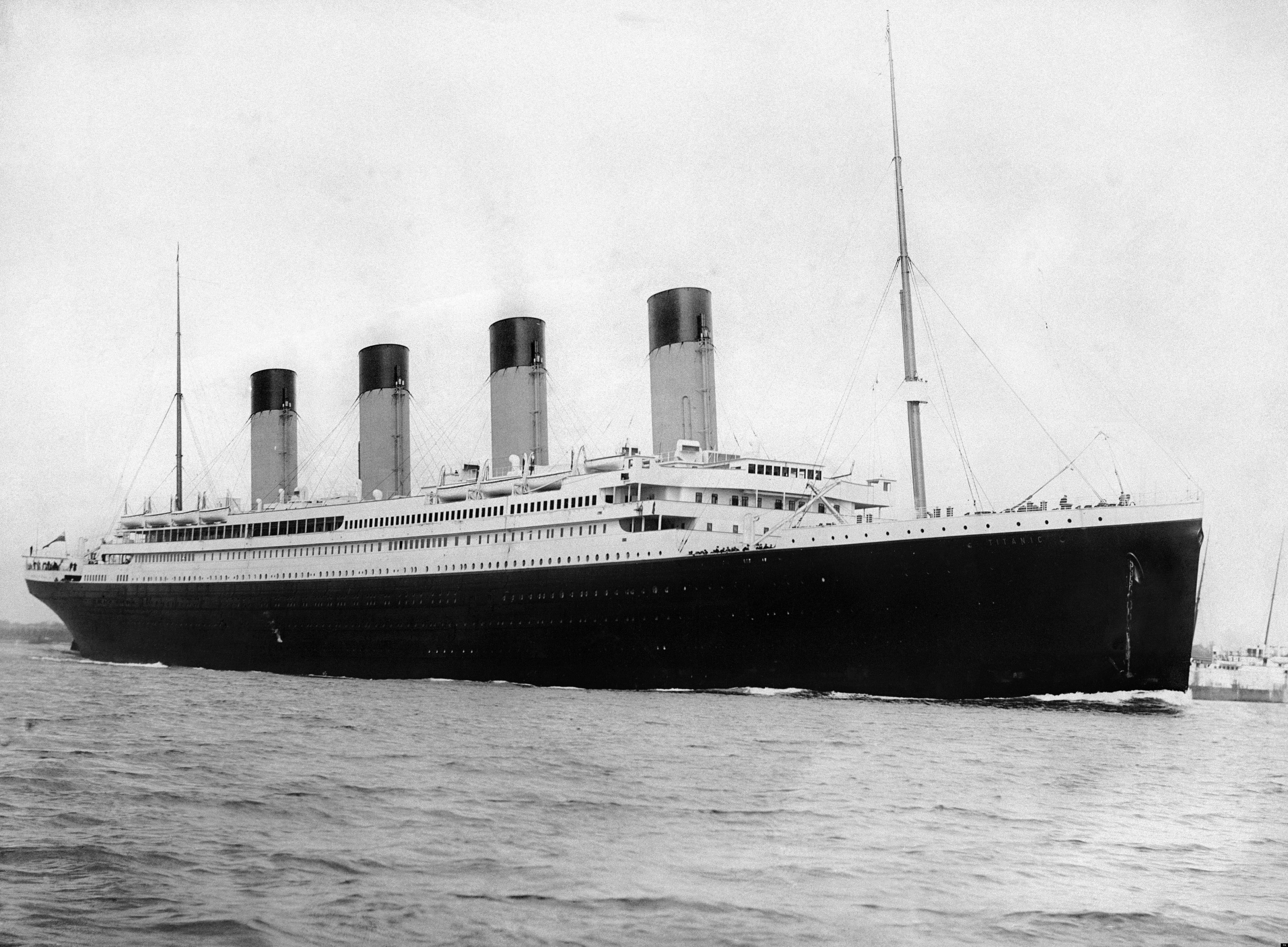
RMS Titanic, mostrando botes os salva-vidas ao longo do convés de botes no lado estibordo (deck superior): quatro botes salva-vidas perto da casa do leme na ponte e quatro botes salva-vidas perto da 4ª chaminé.

Os botes salva-vidas do RMS Titanic tiveram um papel crucial durante o naufrágio do RMS Titanic em 14 e 15 de abril de 1912. Um dos legados do navio era que ele tinha pouquíssimos botes salva-vidas para evacuar todos aqueles a bordo. Os 20 botes salva-vidas que o navio carregava poderiam acomodar 1178 pessoas, apesar de aproximadamente 2224 estarem a bordo. O RMS Titanic tinha uma capacidade máxima de 3327 passageiros e tripulação.
Foram usados 10 botes salva-vidas, carregados entre 23:45–2:15, embora o bote desmontável A flutuou ainda no convés parcialmente inundado e o desmontável B (bombordo) flutuou para longe virado com o casco para cima pouco antes do Titanic afundar.
Muitos botes salva-vidas levaram metade da sua capacidade máxima; há muitas versões sobre o porque dos botes zarparem com metade dos assentos vazios. Algumas fontes afirmam que estavam com medo dos botes salva-vidas virarem com o peso, outros sugeriram que era porque a equipe seguia a rigorosa tradição marítima para evacuar mulheres e crianças primeiro. Poucos homens foram autorizados a embarcar nos botes no lado bombordo do navio, enquanto no lado de estibordo foi permitido homens nos botes somente após mulheres e crianças terem embarcado. Alguns dos últimos botes que partiram estavam com pessoas acima de sua capacidade e os passageiros perceberam que a linha d'água estava perto da borda de algumas embarcações.
À medida que os barcos carregados com metade da capacidade se afastaram do navio, eles estavam longe demais para que outros passageiros os alcançassem, e a maioria dos botes não retornou ao naufrágio, devido aos  protestos de passageiros ou tripulantes para evitar terem os barcos virados pelas vítimas que se afogavam. Apenas dois botes salva-vidas voltaram para retirar os sobreviventes da água, alguns dos quais morreram posteriormente.
O RMS Carpathia só chegou até o local do naufrágio às 4h00, duas horas após o Titanic ter afundado, e o resgate continuou até que o último bote foi recuperado às 8h30. Os sobreviventes entre os homens eram relativamente mais tripulantes, seguidos por homens da Primeira e Terceira Classe, com 92% de homens mortos entre os da Segunda Classe. Entretanto, mulheres da terceira classe e crianças também morreram em números relativamente altos, com 66% destas crianças morrendo.
Embora o naufrágio tenha mostrado que o número de botes salva-vidas era insuficiente, o Titanic estava em conformidade com os regulamentos de segurança marítima da época (embora o desastre do "Titanic" tenha provado que os regulamentos estavam desatualizados para esses navios de passageiros de grande porte). O inquérito também revelou que a White Star Line queria menos barcos nos conveses para proporcionar vistas desobstruídas para os passageiros e dar ao navio mais estética de uma vista exterior.
Também foi pensado que em caso de emergência, o desenho do Titanic permitiria que ele continuasse a flutuar tempo suficiente para que seus passageiros e tripulação fossem transferidos com segurança para uma embarcação de resgate. Nunca se esperou, no entanto, que todos os passageiros e a tripulação fossem evacuados rapidamente ao mesmo tempo.
Combinando com o desastre, a tripulação do Titanic foi mal treinada no uso dos turcos (equipamento de lançamentos dos botes).
Como resultado, o lançamento dos botes foi lento, incorretamente executado e mal supervisionado. Esses fatores contribuíram para que os botes salva-vidas partissem com apenas meia capacidade.
1514 pessoas não conseguiram embarcar em um bote e estavam a bordo do Titanic quando este afundou no Atlântico Norte às 2h20 de 15 de abril de 1912. 710 pessoas, a maioria mulheres e crianças, permaneceram nos botes até aquela manhã quando foram resgatados pelo RMS Carpathia. Aqueles a bordo dos botes salva-vidas foram apanhados pelo Carpathia em uma operação que durou 4 horas e 30 minutos, das 4h00 até 8h30, e 13 destes botes também foram içados a bordo. Os botes salva-vidas foram devolvidos à White Star Line no porto de Nova Iorque, pois eram os únicos itens de valor recuperados do naufrágio, mas posteriormente desapareceram da história ao longo do tempo.

## Número e tipos de botes salva-vidas

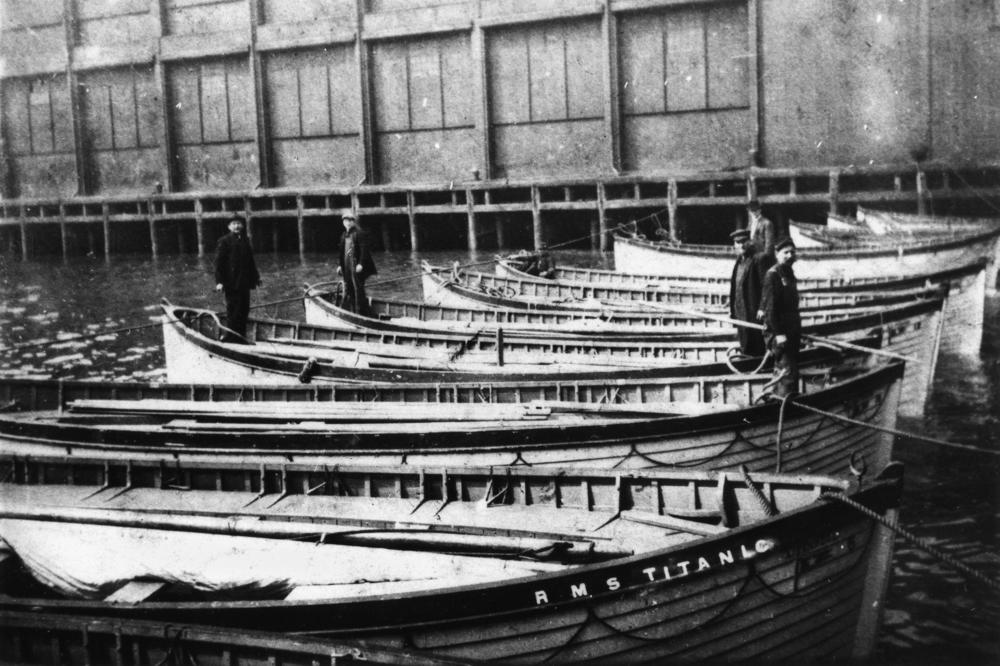
Botes salva-vidas de madeira do Titanic no porto de Nova Iorque após o desastre. Esta imagem específica foi adulterada adicionando as palavras "R.M.S. Titanic". Na verdade, os botes salva-vidas tinham o nome "S.S." Titanic "em uma placa montada na outra extremidade do barco.

O Titanic tinha 10 botes salva-vidas de três tipos diferentes:
- 14 botes de casco trincado feitos de madeira, medindo 9,10 metros de comprimento por 2,77 m. de largura e 1,20 m de profundidade. Cada um tinha a capacidade de 18,55 m³ e foi desenhado para abrigar até 65 pessoas. Os lemes eram feitos de ulmeiros – escolhido porque resistia à rachaduras – e tinham uma espessura de 4,4 cm. O exterior dos barcos estavam equipados com "ganchos" para as pessoas na água se segurar.[2][3] Foram feitos com uma variedade de equipamentos para ajudar os ocupantes, compreendendo 10 remos, uma âncora, dois baldes, uma corda de reboque com 46 metros de comprimento, dois ganchos de barco, dois tanques de água doce com 10 galões (45 litros), um mastro e vela, uma bússola, uma lanterna e caixas de metal à prova d'água que continham biscoitos.[4] Este equipamento não era mantido nos barcos por medo de roubos, mas em caixas trancadas no convés. Em muitos casos, o equipamento não foi transferido para os barcos quando foram lançados no dia 15 de abril e acabou afundando com o navio.[3] Cobertores e coletes salva-vidas também poderiam ser encontrados nos botes. Aparentemente desconhecido por muitos oficiais e tripulação, estes barcos foram reforçados com vigas de aço em suas quilhas para evitar o encurvamento nos turcos sob uma carga total.
- 2 cúters de madeira destinado a ser usados como botes de emergência. Eles tinham um desenho semelhante aos botes salva-vidas principais, mas menores, medindo 7,67 metros de comprimento por 2,10 de largura e 0,91 centímetros de profundidade. Tinham capacidade de 9,1 m³ e podiam carregar 40 pessoas.[5] Eles estavam equipados de forma semelhante aos botes salva-vidas principais, mas com apenas um gancho de barco, um recipiente de água, um balde e seis remos cada um.[6]
- 4 botes "desmontáveis" Engelhardt. Estas eram efetivamente balsas em forma de barco feitos de mafumeira e cortiça, com laterais de lona que poderiam levantadas para formar um bote. Mediam 8.36 metros de comprimento por 2,4 metros de largura e 0,91 centímetros de profundidade. Sua capacidade cúbica era de 10,66 m³ e poderia carregar 47 pessoas.[5] Os Engelhardts, construídos com um desenho holandês,[7] foram fabricados pelos construtores de barcos McAlister & Son de Dumbarton, Escócia.[8] Os equipamentos deles eram semelhante ao dos cúters, mas não tinham mastro ou vela, tinham oito remos cada e eram  conduzidos usando um remo de direção em vez de um leme.[6]

Os botes salva-vidas e cúters principais foram construídos pela Harland and Wolff em Queen's Island, Belfast na mesma época que o Titanic e seu navio irmão, o RMS Olympic foram construídos. Eles foram projetados para máxima segurança, com um design de ponta dupla (efetivamente tendo duas proas). Isso reduzia o risco de serem inundados por ondas quebrando em sua popa. Se um bote salva-vidas tinha que ser encalhado na praia, o desenho resistiria também à arrebentação. Outra característica de segurança consistia de tanques herméticos de cobre nos lados dos barcos para fornecer flutuabilidade extra.

## Uso e locais a bordo doTitanic

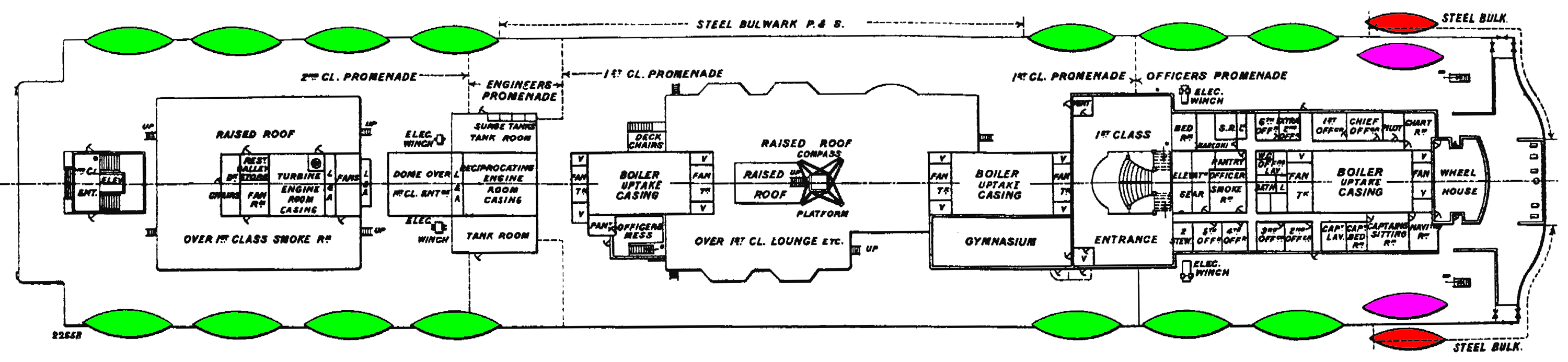
Diagrama do Convés de Botes do RMS Titanic mostrando a localização dos botes salva-vidas. Os botes principais estão marcados em verde, enquanto os cúters de emergências estão destacados em vermelho. Dois dos botes desmontáveis estão marcados em roxo. Os outros dois (não neste diagrama) estavam situados no teto dos quartos dos oficiais atrás da casa do leme.

Todos os botes, exceto dois, estavam situados no Convés dos Botes, o convés mais alto do Titanic. Eles estavam instalados em calços de madeira nas partes dianteira e traseira do Convés dos Botes, em ambos os lados do navio; dois grupos de três na parte dianteira e dois grupos de quatro na parte traseira. Os dois cúters estavam situados imediatamente depois da ponte, um à bombordo e o outro à estibordo. Quando o Titanic estava no mar eles eram posicionados para fora de borda para que pudessem ser baixados instantaneamente em caso de emergência, tais como a necessidade de resgatar uma pessoa que tivesse caído ao mar. Aos botes salva-vidas eram atribuídos números ímpares àqueles no lado estibordo e números pares àqueles no lado bombordo, indo da proa até a popa, enquanto os botes salva-vidas desmontáveis estavam com letras de A a D.
Os desmontáveis eram guardados em dois lugares. Dois deles estavam colocados no convés, de casco para cima debaixo dos cúters, enquanto os dois restantes estavam situados em cima dos quartos dos oficiais. Apesar dos dois primeiros serem erguidos e lançados sem dificuldade durante o naufrágio do Titanic, os outros dois acabaram por estar muito mal localizados. Estavam localizados 2,40 metros para fora do convés e baixá-los exigia uma peça de equipamento mantida no alojamento do contramestre na proa. No momento em que isso foi percebido, a proa já estava bem debaixo d'água e o alojamento inacessível. Eles foram baixados manualmente e flutuaram livremente quando o convés inundou.
Se planejava lançar os botes dos turcos fornecidos pela Welin Davit & Engineering Company de Londres. Todos os botes salva-vidas, exceto os desmontáveis foram suspensos nos turcos, prontos para serem lançados. Os turcos tinham um desenho altamente eficiente de dupla ação, capazes de ser pendurado no interior (pendurado sobre o convés), bem como para fora de borda (pendurado sobre as laterais do navio) para pegar botes salva-vidas adicionais. Os turcos a bordo do Titanic eram capazes de acomodar 64 botes salva-vidas, apesar de apenas 16 serem realmente adaptados a eles. Os desmontáveis também foram destinados a ser lançados pelos turcos. Cada turco era duplo, apoiando o braço dianteiro de um bote e o braço traseiro do próximo. Dois postes e roldanas estavam localizados na quilha de cada turco para facilitar a descida das embarcações. Eles tinham que ser baixados manualmente por uma equipe de entre oito e dez homens. Apesar do Titanic ter uma série de guinchos elétricos, eles só poderiam ter sido usados para içar os botes para fora da água.

## Falta de botes salva-vidas e treinamento

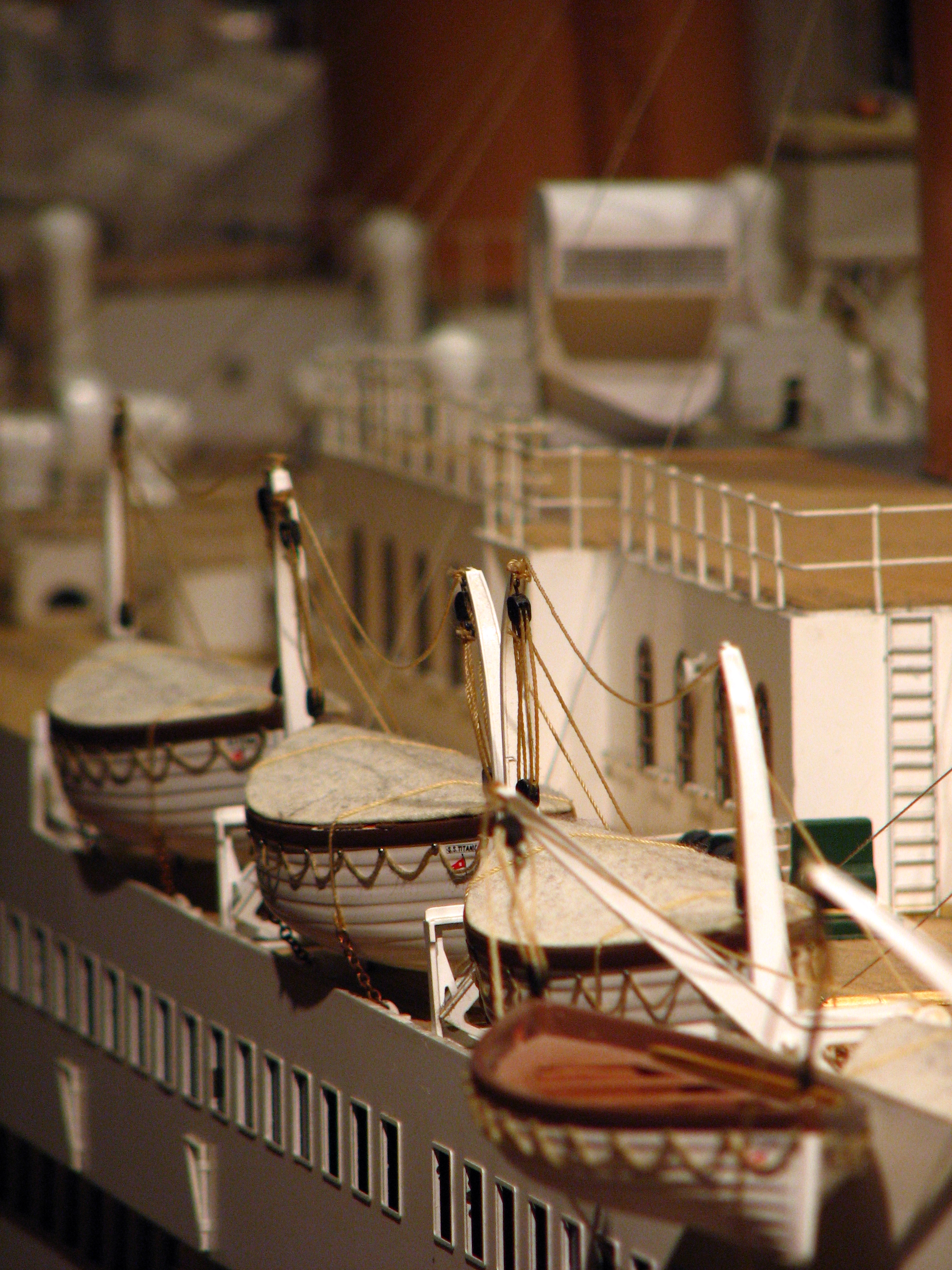
Arranjo dos botes salva-vidas na parte dianteira do Convés dos Botes do Titanic, mostrado em um modelo em larga escala do navio.

Notoriamente, o Titanic não possuía botes salva-vidas suficientes para evacuar todos a bordo. Ele tinha apenas botes para acomodar aproximadamente um terço da capacidade total do navio. Tivesse cada bote sido carregado adequadamente, eles poderiam ter evacuado apenas 53% daqueles a bordo na noite do naufrágio. A escassez de botes salva-vidas não se deveu à falta de espaço; o Titanic tinha, na verdade, sido desenhado para acomodar 64 botes – nem devido ao custo, pois o preço de 32 botes extras somariam algo em torno de 16 000 dólares, uma pequena fração dos 7,5 milhões de dólares que a companhia tinha gasto no Titanic. A razão era uma combinação de regulamentos de segurança desatualizados e complacência da White Star Line, os operadores do Titanic.
Em 1886, um comitê da Junta Comercial britânica elaborou regulamentos de segurança para os navios mercantes da época. Estes foram atualizados com a passagem do Merchant Shipping Act 1894 e foram modificados subsequentemente, mas em 1912 eles tinham uma falha fatal – tinham sido destinados a regular navios de até 10 mil toneladas, um limite que há muito tempo havia sido superado pelos construtores de navios. Em comparação, o Titanic tinha uma tonelagem bruta de 46.328 toneladas. Outros navios estavam em uma situação semelhante, 33 dos 39 navios de passageiros britânicos com mais de 10 mil toneladas não tinham botes salva-vidas suficientes para todos a bordo (os seis que tinham, possuíam menos de 10 mil toneladas); O RMS Carmania era talvez o pior deles, com botes suficientes para apenas 29% de seus ocupantes. Navios estrangeiros, tais como o navio de passageiros Alemão SS Amerika e o SS St. Louis semelhantemente tinha botes suficientes para 54–55% das pessoas a bordo. Uma amostragem aleatória dos navios que excediam 10 000 toneladas em 1912, de várias companhias de navegação diferentes nos Estados Unidos, Canadá e Europa, mostraram que o navio que chegou mais próximo de transportar botes salva-vidas suficientes para todos os seus passageiros era o La Province da French Line que carregava botes suficientes para acomodar 82% dos passageiros. Walter Lord afirmou em seu livro de 1987 The Night Lives On que a falta de botes salva-vidas nos navios da classe Olympic poderiam ter muito mais a ver com economia do que poderiam pensar. Se o Olympic e o Titanic tivessem sido devidamente provisionados com botes salva-vidas suficientes, poderia ter chamado a atenção da imprensa que outros navios menores, e talvez menos equipados, não tinham botes salva-vidas suficientes. Isto poderia ter criado um efeito dominó levando a uma busca por regulamentos mais rigorosos sobre os equipamentos de salvamento a bordo dos navios que custariam uma quantidade considerável de dinheiro para as inúmeras companhias marítimas. 
Os regulamentos exigiram que uma embarcação de 10 000 toneladas ou mais transportasse 16 botes salva-vidas com capacidade total de 272,5 m³, suficiente para 960 pessoas. O Titanic na verdade carregava quatro botes a mais que necessitaria segundo estas regras. A capacidade total de seus botes era de 320,77 m³, que era teoricamente capaz de carregar 1178 pessoas. As regras pediam que os botes medissem entre 4.9 – 9.1 metros (16–30 pés) (com uma capacidade mínima de 3,5 m³ cada. A capacidade cúbica dividida por dez indicava o número aproximado de pessoas que poderiam ser embarcadas com segurança em cada bote e também ditava o tamanho dos tanques de flutuação herméticos incorporados nos cascos dos barcos, com cada pessoa correspondendo a 0,028 m³ da capacidade do tanque.
Na realidade, a capacidade dada era completamente nominal, pois o preenchimento dos botes com a capacidade indicada exigiria que alguns passageiros estivessem de pé. Isso realmente aconteceu com alguns dos últimos botes que partiram do Titanic; no subsequente inquérito britânico, o Segundo Oficial do Titanic, Charles Lightoller testemunhou que a capacidade nominal poderia ser aplicada somente "em águas absolutamente calmas, sob as mais favoráveis condições." A capacidade adequada teria sido com 40 pessoas por bote sob condições típicas. Curiosamente, poucos oficiais e tripulantes estavam conscientes de que os reforços de vigas de aço foram adicionados às quilhas dos botes para evitar o encurvamento nos turcos sob uma carga total.
O Titanic e seus navios irmãos foram desenhados com a capacidade de carregar muito mais botes salva-vidas do que realmente foram fornecidos, até um total de 64. Durante a fase de design, Alexander Carlisle, desenhista chefe e gerente geral da Harland & Wolff, apresentou um plano para fornecer 64 botes salva-vidas. Posteriormente ele reduziu este número para 32, e em março de 1910 a decisão foi tomada de reduzir o número novamente para 16. Se acredita que Carlisle se demitiu após esta decisão. A White Star Line
preferiu maximizar a quantidade de espaço do convés disponível para o prazer dos passageiros (e a área que estava livre dos  botes salva-vidas era, não coincidentemente, o convés de passeio da Primeira Classe). O argumento para isso foi explicado por Archibald Campbell Holms em um artigo para a Practical Shipbuilding publicado em 1918:
O fato de que o "Titanic" carregava botes para pouco mais da metade das pessoas a bordo não era um descuido deliberado, mas estava de acordo com uma política deliberada de que, quando a subdivisão de um navio em compartimentos estanques excedia o que seria considerado necessário para  assegurar que ele permaneça à tona após o pior acidente concebível, a necessidade de embarcações salva-vidas praticamente deixa de existir e, conseqüentemente, um grande número deles pode ser dispensado.
É notável que a Holms tenha feito seus comentários seis anos depois do naufrágio de "Titanic", uma indicação da persistência da visão de que "todo navio deveria ser seu próprio bote salva-vidas". Marinheiros e construtores da época tinham uma opinião desfavorável sobre a utilidade dos botes salva-vidas em uma emergência e consideravam mais importante fazer um navio "inafundável". O Almirante Lord Charles Beresford, que serviu simultaneamente como alto oficial da Marinha Real Britânica e Membro do Parlamento, disse à Câmara dos Comuns do Reino Unido um mês após o desastre:
Lembre-se que em não mais do que um dia em doze durante todo o ano você poderia baixar um bote. Com a manobra do navio os botes balançarão e serão esmagados aos pedaços contra as laterais do navio. Os barcos então não devem ser exagerados ... Pode se supor honestamente que tivesse o  Titanic flutuado durante doze horas, todos poderiam ter sido salvos.
A White Star Line nunca imaginou que toda a tripulação e passageiros tivessem que ser evacuados de uma só vez, já que o Titanic era considerado quase inafundável. Os botes salva-vidas foram, em vez disso, destinados a ser usados para transferir passageiros para um navio próximo que prestasse  assistência. Quando o Titanic estava em construção, um incidente envolvendo o navio de passageiros da  White Star, o RMS Republic pareceu confirmar essa abordagem. O Republic se envolveu em uma colisão com o navio da Lloyd Italiano SS Florida em janeiro de 1909 e afundou. Mesmo não tendo botes salva-vidas suficientes para todos os passageiros, todos foram salvos porque o navio foi capaz de flutuar tempo bastante para que fossem transferidos para os navios que chegaram. Esse fato é o que levou à severa condenação do Capitão Stanley Lord do SS Californian, cujos ambos inquéritos americano e britânico sobre o desastre, sentiram que ele poderia ter salvado muitos, senão todos os passageiros e a tripulação, se tivesse atendido os chamados de socorro do Titanic. Neste cenário, os botes do Titanic teriam sido adequados para transportar os passageiros à segurança conforme planejado. No entanto, vale a pena notar que a passagem de passageiros entre os dois navios teria sido um longo e árduo processo mesmo nas melhores condições. O  Carpathia levou mais que quatro horas para resgatar e contar todos os botes salva-vidas do Titanic na manhã seguinte ao desastre. Durante o naufrágio do referido Republic em 1909, se levou quase metade do dia para transportar todos os seus passageiros para os navios de resgate, e durante o naufrágio do navio de passageiros italiano SS Andrea Doria em 1956 se levou perto de oito horas para transportar todos seus passageiros em segurança. Ambos navios afundaram em um tempo muito mais lento, cerca de meio dia, em contraste com o Titanic, que afundou pouco menos de três horas depois de colidir com o iceberg.
Enquanto o fornecimento de embarcações salva-vidas do Titanic era claramente inadequada, assim também foi o treinamento que sua equipe havia recebido para usá-los. Apenas um treinamento tinha sido executado enquanto o navio estava atracado. Foi um esforço superficial, consistindo em dois botes sendo baixados, cada um tripulado por um oficial e quatro homens que simplesmente remaram pela doca por alguns minutos antes de retornar ao navio. Os barcos deveriam ser abastecidos com rações de emergência, mas os passageiros do Titanic posteriormente souberam que apenas parte das provisões foram colocadas nos botes. Nenhum treinamento com botes ou treinamento de incêndio foram executados desde a partida do Titanic de Southampton. Um treinamento com botes foi agendado para a manhã de domingo, mas foi cancelado pelo Capitão Smith por razões desconhecidas.
Listas foram postadas no navio que alocava membros da tripulação à estações específicas de salvamento, mas poucos parecem ter as lido ou terem sabido o que deveriam fazer. A maioria da tripulação, de qualquer maneira, não era de marinheiros experientes e mesmo aqueles que eram não tinham experiência em remar. De repente, eles se depararam com a complexa tarefa de coordenar a descida de 20 botes com um possível total de 1.200 pessoas 21 metros abaixo pelas laterais do navio. Thomas E. Bonsall, historiador do desastre, comentou que a evacuação estava tão mal organizada que "mesmo que tivessem o número de embarcações salva-vidas que precisavam, é impossível ver como poderiam os ter lançado", dada a falta de tempo e a fraca liderança.

## Lançamento dos botes salva-vidas
| Contagem dos botes | Contagem dos botes | Contagem dos botes | Contagem dos botes |
| ------------------ | ------------------ | ------------------ | ------------------ |
| Bote               | A bordo            | Bote               | A bordo            |
| 2                  | 18                 | 1                  | 12                 |
| 4                  | 42                 | 3                  | 38                 |
| 6                  | 24                 | 5                  | 36                 |
| 8                  | 28                 | 7                  | 28                 |
| 10                 | 39                 | 9                  | 38                 |
| 12                 | 29                 | 11                 | 68                 |
| 14                 | 46                 | 13                 | 63                 |
| 16                 | 39                 | 15                 | 64                 |
| B                  | (21)               | A                  | 12                 |
| D                  | 22                 | C                  | 45                 |
| Total:             | 308                | Total:             | 404                |

Foi apenas por volta de 00:45, uma hora após o Titanic atingir o iceberg às 23:40 de 14 de abril, que o primeiro bote salva-vidas foi baixado ao mar. Os botes foram lançados em sequência, do meio do navio para frente e então do meio do navio para trás, com o Primeiro Oficial William McMaster Murdoch, o Terceiro Oficial Herbert Pitman e o Quinto Oficial Harold Lowe trabalhando do lado de estibordo, e o Oficial Chefe Henry Tingle Wilde e o Segundo Oficial Charles Lightoller trabalhando no lado de bombordo, com a assistência do Capitão Edward Smith. Os botes desmontáveis foram lançados por último, pois não podiam ser lançados até os turcos estarem livres.
Smith havia ordenado que seus oficiais colocassem as "mulheres e crianças dentro e baixassem". Entretanto, Murdoch e Lightoller interpretaram as ordens de evacuação de maneiras diferentes; Murdoch as interpretou como mulheres e crianças primeiro, enquanto Lightoller as interpretou como apenas mulheres e crianças. Lightoller baixava os botes com assentos vazios se não houvesse mais mulheres e crianças esperando para embarcar, enquanto Murdoch permitiu apenas um número limitado de homens embarcar se todas as mulheres e crianças nas proximidades já estivessem embarcadas. Isto teve um efeito significativo nas taxas de sobrevivência dos homens a bordo do  Titanic, cujas chances de sobreviver veio a depender em de que lado do navio eles tentaram achar assentos nos botes.
Duas estimativas contemporâneas foram feitas para o número de ocupantes em cada bote salva-vidas, um pelo inquérito britânico que se seguiu ao  desastre e um pelo sobrevivente Archibald Gracie, que obteve relatos e dados de outros sobreviventes. No entanto, os números dados – 854 pessoas e 795 pessoas respectivamente – ultrapassa o número confirmado de 712 sobreviventes, devido à confusão e relatos conflitantes. Alguns ocupantes foram transferidos entre os botes antes de serem pegos pelo RMS Carpathia. Pesquisas mais recentes tem ajudado a produzir estimativas de números dos ocupantes que são mais próximos do número total de sobreviventes resgatados pelo Carpathia.

### Bote 7 (estibordo)
O Bote 7 foi o primeiro a ser lançado, por volta de 00:40, sob a supervisão do Primeiro Oficial Murdoch, com apoio do Quinto Oficial Lowe. Tinha a capacidade  para 65 pessoas mas foi baixado com apenas 28 a bordo. Os dois oficiais tentaram por alguns minutos encorajar os passageiros a embarcar mas eles estavam relutantes em fazê-lo. Testemunho posterior no Senado americano sobre o desastre afirma que os oficiais do navio acreditavam que os botes salva-vidas corriam o risco de entortar e se partir se fossem carregados com lotação total. Eles pretendiam que, uma vez que os barcos chegassem à água, pegariam passageiros pelas portas nas laterais do navio ou pegariam passageiros na água. O primeiro não aconteceu e o segundo aconteceu apenas em uma instância. De fato, as embarcações salva-vidas tinham quilhas reforçadas com cintas de aço para evitar que curvassem enquanto estavam nos turcos. Além disso, Edward Wilding da Harland & Wolff testemunhou que os botes salva-vidas haviam sido testados com segurança com o equivalente a uma lotação total de passageiros. No entanto, os resultados não foram transmitidos à tripulação do Titanic. Um grau significativo de negligência no treinamento e na formação contínua dos  oficiais e tripulantes na White Star Line parece aparente, especialmente quando se observa a maneira imprópria em que os foguetes de emergência foram  disparados naquela noite (os regulamentos exigiam que os disparos acontecessem em intervalos de um minuto).
Entre os ocupantes do Bote 7 estavam:
- Dorothy Gibson, atriz americana de filmes mudos que estrelou o filme Saved from the Titanic (1912), o primeiro produzido sobre o desastre, e sua mãe Sra. Leonard Gibson
- Pierre Maréchal, aviador francês e pai do piloto de carros de corrida Jean-Pierre Maréchal
- Frederic Kimber Seward, proeminente advogado corporativo de Nova Iorque
- James McGough, comprador da loja de departamentos da Filadélfia, Gimbel
- William T. Sloper, banqueiro de Connecticut, que foi falsamente acusado de se vestir como mulher para entrar no bote salva-vidas
- George Hogg, vigia do Titanic, que manejou o bote junto com outro vigia, Archie Jewell[32]
- Margaret Hays, herdeira de Nova Iorque, que trouxe ao bote sua spitz alemã, Lady, com ela; também seus companheiros de viagem Sra. Lily Potter e Sra. Olive Earnshaw (filha da Sra. Potter)
- Alfred Nourney, que usava o pseudônimo Barão Alfred von Drachstedt
- Dickinson Bishop, empresário (que foi falsamente acusado de se vestir como mulher naquela noite) e sua esposa grávida Helen
- Antoinette Flegenheim, socialite Alemã

O bote salva-vidas foi lançado sem o seu plug o que fez com que a água vazasse no fundo do barco. Como Gibson depois colocou, "Isso foi remediado por contribuições voluntárias de lingeries das mulheres e das roupas dos homens." Aqueles a bordo tiveram que se sentar por quatro horas com seus pés ensopados em água gelada. Quando o Titanic afundou às 2:20, o barulho de centenas de pessoas gritando por ajuda foi ouvido pelos ocupantes do barco salva-vidas, um som que Gibson dizia "permaneceria na memória até o dia em que eu morrer." Hogg queria voltar para pegar alguns daqueles na água, mas foi convencido agressivamente pelos ocupantes do bote. Ficaram à deriva por algum tempo até chegarem ao alcance do Bote 5. O oficial no comando do Bote 5 decidiu transferir um número de sobreviventes de seu bote, que ele acreditava estar lotado para o número 7. Os dois barcos ficaram amarrados juntos pelo resto da noite até se separarem para se encontrar com o RMS Carpathia.

### Bote 5 (estibordo)
Murdoch e Lowe se juntaram ao Terceiro Oficial Pitman e o presidente da White Star Line J. Bruce Ismay para ajudar na descida do Bote 5, que partiu às 00:43. O bote foi carregado principalmente com mulheres e crianças. A maioria dos que estavam no convés desconhecia a gravidade de sua situação e nem mesmo tentou embarcar. John Jacob Astor, que subsequentemente estava entre as vítimas do desastre, comentou: "Estamos mais seguros a bordo do navio do que neste pequeno bote." J. Bruce Ismay, presidente da White Star Line, descordou; ainda vestindo chinelos e pijamas, pediu a Pitman que começasse a carregar o barco com mulheres e crianças. Pitman relatou que: "Esperei pelas ordens do Capitão," e foi ao capitão pedindo autorização. Ismay retornou pouco tempo depois pedindo para uma camareira embarcar, o que ela fez. No final, apenas 36 pessoas embarcaram, incluindo o próprio Pitman, sob ordens de Murdoch.
Os ocupantes incluíam:
- Karl Behr, estrela do tênis americano e banqueiro, junto com sua futura esposa Srta. Helen Newsom, e a mãe dela com seu padrasto (Sallie e  Richard L. Beckwith)
- Sra. Ruth Dodge, esposa de um proeminente banqueiro de San Francisco, e seu filho de quatro anos de idade Washington, Jr.
- Dr. Henry W. Frauenthal, especialista em articulações de Nova Iorque, junto com sua esposa Clara e seu irmão Isaac
- Annie May Stengel, que desmaiou e quebrou duas costelas quando o passageiro de Primeira Classe com excesso de peso, Dr. Henry Frauenthal pulou para dentro do bote caindo em cima dela enquanto este era baixado.
- Sra. Anna Warren, filha do co-fundador da Pacific University.
- Terceiro Oficial Herbert Pitman, colocado no comando do bote por Murdoch.[39]

O progresso de descida do bote pela lateral do navio foi lento e difícil. As polias estavam cobertas com tinta fresca e as cordas de descida estavam  rígidas, fazendo com que elas ficassem presas repetidamente à medida que o barco foi baixado com sacudidas em direção à água. Um dos que assistiam o bote ser baixado, Dr. Washington Dodge, sentiu-se "perturbado com dúvidas" de que ele poderia estar sujeitando sua esposa e filho a um maior perigo a bordo do bote do que se tivessem permanecido no Titanic. Ismay procurou estimular aqueles que baixavam o barco com maior urgência, gritando repetidamente: "Baixem!" Isto fez com que Lowe perdesse a paciência: "Se você sair da droga do caminho, poderei fazer alguma coisa! Você quer que eu baixe rapidamente? Você vai me fazer afogá-los!" O humilhado Ismay retirou-se do local. No final, o barco foi lançado com segurança.
Após o Titanic afundar, vários dos que estavam a bordo do bote salva-vidas 5 foram transferidos para o bote 7, deixando cerca de 30 a bordo quando chegaram ao Carpathia. Herbert Pitman queria retornar para o local do naufrágio para tentar resgatar alguns dos nadadores na água e anunciou: "Agora homens, vamos nos mover para o naufrágio!" As mulheres a bordo protestaram, uma delas implorou a um tripulante: "Peça ao oficial que não volte! Por que devemos todos perder nossas vidas em uma tentativa inútil de salvar outros do navio?" Pitman cedeu aos protestos, mas foi assombrado pela culpa pelo resto de sua vida.
Os ocupantes do bote enfrentaram uma noite congelante. A Sra. Dodge estava particularmente afetada pelo frio mas foi ajudada pelo quartel-mestre Alfred Olliver, que cedeu suas meias à mulher: "Te asseguro, madame, elas estão perfeitamente limpas. Acabei de colocá-las nesta manhã." Por volta de 6:00, eles foram resgatados pelo Carpathia.

### Bote 3 (estibordoPor volta de 32 pessoas embarcaram no Bote 3, com o marinheiro George Moore posto no comando por Murdoch.[30]Novamente, mais mulheres e crianças embarcaram, com poucos homens tendo permissão para entrar no fim do embarque.[46]Dentre elesHenry S. Harper, que estava acompanhado por seuvalet-dragoman e seu cachorropequinês, Sun Yat Sen.[47]
Como aconteceu muitas vezes naquela noite, passageiros masculinos ajudaram suas esposas e crianças a embarcar e depois se afastaram, aceitando que afundariam com o navio. Um exemplo notável foi o gerente de ferrovia Charles Melville Hays que viu sua esposa, Clara, entrar no Bote 3 e depois recuou, não tentando embarcar em nenhum dos botes salva-vidas remanescentes. Margaret Brown posteriormente descreveu a cena em uma entrevista ao The New York Times:
A coisa toda era tão formal que era difícil para alguém perceber que era uma tragédia. Homens e mulheres estavam em pequenos grupos e conversavam. Alguns riam enquanto os barcos desciam pelas laterais. Todo o tempo a banda estava tocando... Posso ver os homens no convés colocando as mulheres e sorrindo. Era uma noite estranha. Tudo parecia uma peça de teatro, como um sonho que estava sendo executado para diversão. Não parecia  real. Os homens diriam "Depois de você", enquanto faziam suas mulheres se sentirem confortáveis e recuavam.
Os ocupantes incluíam:
- George Moore, marinheiro posto no comando do bote
- Charlotte Drake Cardeza, herdeira da Filadélfia que também trouxe a bordo seu filho Thomas Drake Cardeza e duas criadas
- Edith Graham, esposa de William T. Graham, fundador da Dixie Cup Company, junto com sua filha Margaret e a governanta da filha
- Henry S. Harper, proprietário de editora em Nova Iorque, que também trouxe a bordo sua esposa Myra, o cachorro pequinês Sun Yat Sen, e um  dragoman egípcio.
- Frederic e Daisy Spedden, família rica de Tuxedo Park, Nova Iorque, junto com seu filho de seis anos de idade Douglas, sua ama e a empregada da Sra. Spedden
- Clara Hays, esposa do rico canadense Charles Melville Hays, junto com sua filha Srta. Thornton Davidson, e sua criada
- Harry Anderson, corretor de ações de Wall Street
- Coronel Alfons Simonius-Blumer, presidente da Swiss Bankverein, e seu advogado, Dr. Max Staehelin-Maeglin

Onze tripulantes estavam entre os ocupantes deste bote. Sofreu os mesmos problemas na descida que o Bote 7 tinha passado, com o bote salva-vidas descendo com sacudidas, pois as cordas da descida repetidamente ficaram presas nas polias, mas acabou alcançando a água em segurança. Após o Titanic afundar o bote ficou à deriva, enquanto as entediadas passageiras mulheres passaram o tempo discutindo umas com as outras por assuntos menores. Os ocupantes tiveram uma longa espera em condições de congelamento e não foram resgatados até cerca de 7:30 quando o Carpathia chegou.

### Bote 8 (bombordo)

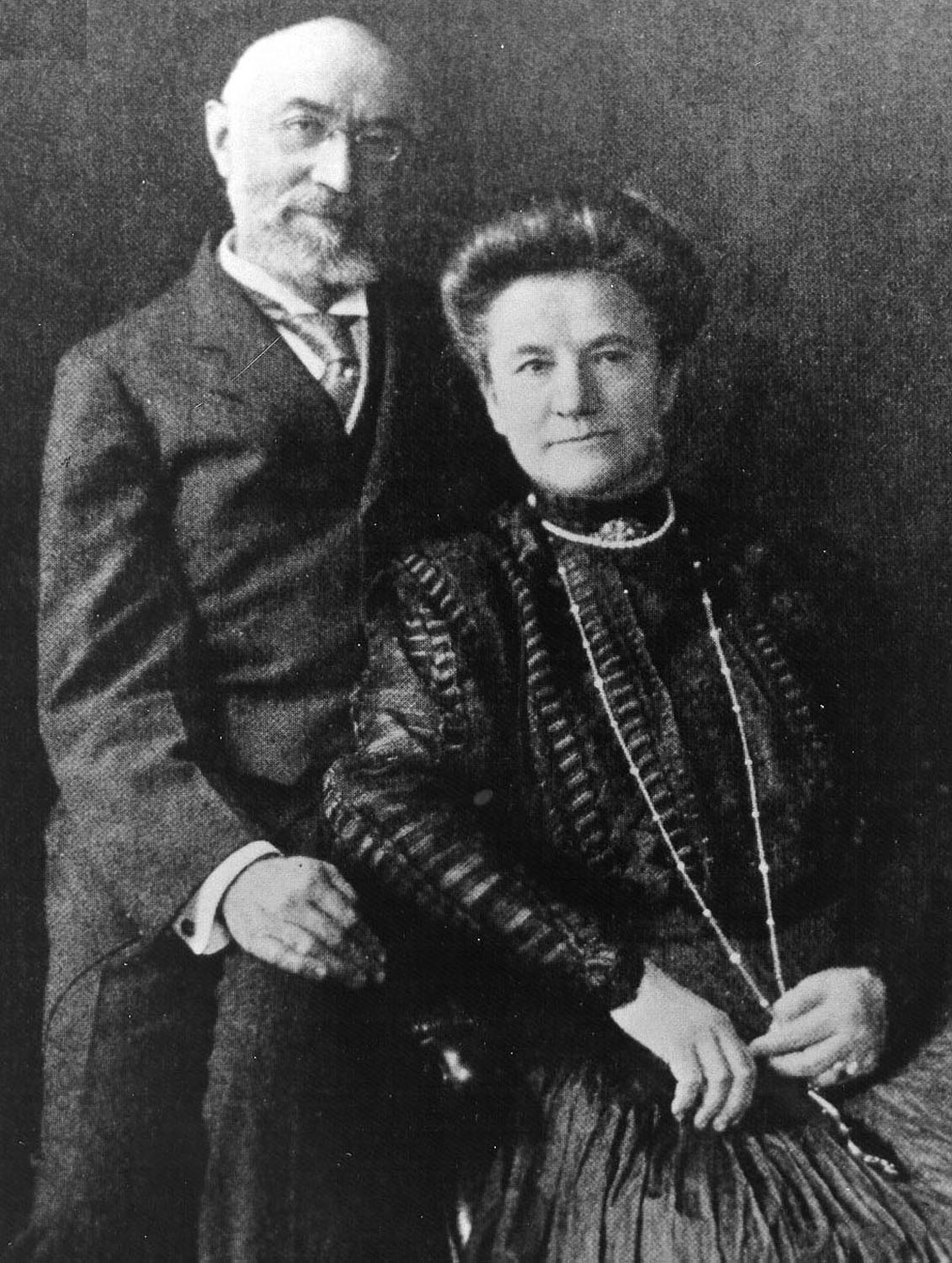
Isidor e Ida Straus, que recusou embarcar em um dos botes enquanto havia pessoas mais jovens aguardando o embarque

O Bote 8 foi carregado com 28 pessoas sob a supervisão do Segundo Oficial Lightoller e lançado por volta de 1:00, com o Capitão Smith e o Oficial Chefe Wilde participando. O Bote 8 foi o primeiro bote do lado bombordo a ser baixado. Ida Straus, esposa do comerciante de Nova Iorque  Isidor Straus, foi convidada a se juntar a um grupo de pessoas que se preparavam para embarcar, mas se recusou dizendo:, "Não vou me separar de meu marido. Assim como vivemos, assim morreremos – juntos." Isidor com 67 anos de idade também recusou uma oferta para embarcar por conta de sua idade, dizendo: "Não desejo nenhuma distinção a meu favor que não seja concedida aos outros." Eles foram vistos pela última vez no convés de braços dados. O Major Archibald Butt, assessor militar do presidente dos Estados Unidos William Howard Taft, escoltou até o barco Marie Young, ex-professora de música dos filhos do presidente Theodore Roosevelt. Ela mais tarde se lembrou que ele "envolveu cobertores sobre mim e me colocou com tanto cuidado como se estivéssemos indo em um passeio de carro." Ele deu adeus e desejou boa sorte, pedindo-lhe para "lembrar de mim às pessoas na volta para casa." Outras mulheres solteiras foram trazidas para os barcos por homens que anteriormente ofereciam seus serviços à "senhoras desprotegidas", como as convenções da época ditavam.
Os ocupantes do Bote 8 contavam por volta de 25 pessoas, incluindo:
- Ellen Bird, ama de Ida Straus
- Noël Leslie, Condessa de Rothes, que ficou a cargo do leme e também ajudou a remar, e sua criada
- Gladys Cherry, prima do marido de Noël Leslie
- María Josefa Pérez de Soto, que foi consolada por Noël Leslie, e sua criada, Fermina Oliva Ocaña
- Thomas Jones, marinheiro, que ficou no comando do bote[50]
- Emma Bucknell, viúva do fundador da Universidade Bucknell e sua criada
- Mary Wick, esposa do industrial George D. Wick, fundador presidente da Youngstown Sheet & Tube Company, junto com sua enteada Mary, a prima inglesa de Mary, Caroline Bonnell, e a tia inglesa de Caroline Sra. Elizabeth Bonnell
- Edith Pears, esposa de Thomas C. Pears, da família da Pears Soap Company

Após o Titanic ter afundado, Jones sugeriu voltar para salvar aqueles que estavam na água. Apenas três passageiros concordaram; o resto se recusou, temendo que o bote fosse virado pelos desesperados nadadores. Jones concordou, mas disse-lhes: "Senhoras, se algum de nós for salvo, lembre-se de que eu queria voltar. Prefiro me afogar com eles do que deixá-los." A conduta dos passageiros durante as horas subsequentes apresentou alguns contrastes impressionantes. Lady Rothes – que foi uma das poucas passageiras que apoiaram a tentativa de resgate – assumiu o comando do leme e colocou outros para trabalhar nos remos. Sua conduta foi mais tarde elogiada por Jones, que a chamou de "mais homem do que qualquer um que tínhamos a bordo" e lhe deu o número 8 do barco salva-vidas, em um quadro, como lembrança. De fato, quando Walter Lord, autor de A Night to Remember, entrevistou a Condessa e o marinheiro Jones em  1954, ele descobriu a admiração mútua de ambos que levou a uma correspondência entre eles pelo resto da vida. Em contraste, Ella White estava tão irritada que os tripulantes do bote salva-vidas número 8 estavam fumando cigarros e reclamou sobre isso no inquérito do Senado americano sobre o desastre; ela estava particularmente indignada porque um dos tripulantes do navio tinha dito a outro durante a noite: "Se você não parar de falar por esse buraco no seu rosto, haverá um a menos no barco!"
Os ocupantes do Bote 8 passaram a noite remando para o que pensavam ser as luzes de um navio no horizonte, mas amanheceu e o Carpathia na verdade chegou ao local vindo da direção oposta. Eles haviam viajado mais para longe da cena do que qualquer outro bote salva-vidas e tinham uma longo caminho de volta; só foram pegos por volta de 7:30.

### Bote 1 (estibordo)
A descida do Bote 1 às 1:05  se tornou um dos episódios mais controversos na consequência do desastre, tanto porque a embarcação continha apenas 12 pessoas e devido à alegada má conduta de dois de seus ocupantes, Sir Cosmo Duff-Gordon e sua esposa, Lucy Duff-Gordon, famoso como a designer de roupas "Lucile" de Londres, Paris e Nova Iorque. O bote foi um dos dois cúters de emergência do Titanic com capacidade para 40 pessoas. Das doze pessoas a bordo, sete eram tripulantes e os cinco restantes eram passageiros de Primeira Classe.
Sua composição não foi, no entanto, uma interpretação da orientação de Murdoch sobre a ordem de "mulheres e crianças primeiro". Ele já tinha permitido diversos casais e homens solteiros a embarcar nos botes. Cosmo Duff Gordon estava de pé no convés com sua esposa e sua secretária, a Srta. Laura Mabel Francatelli, observando o lançamento de três outros botes salva-vidas quando, enquanto o Bote 1 estava sendo preparado, perguntou a Murdoch se seu grupo poderia embarcar. Murdoch assentiu e também permitiu que dois americanos, Abram Salomon e Charles E. H. Stengel entrassem no bote. Ele então instruiu um grupo de seis foguistas a embarcar, junto com o vigia George Symons, que foi colocado no comando do bote. À medida que a embarcação foi baixada, o tripulante Walter Hurst, observando o procedimento de um convés inferior, comentou com um colega de tripulação: "Se eles estão enviando os botes para longe, também poderiam colocar algumas pessoas neles."
O Bote 1 tinha espaço para outros 28 passageiros mas não retornou para resgatar aqueles na água depois que o Titanic afundou. O foguista Charles Hendrickson afirmou que disse aos companheiros de bote: "Cabe a nós voltar e pegar qualquer pessoa na água" mas não foi apoiado. Ao menos outros três tripulantes, bem como os Duff Gordons, Salomon e Stengel, negaram ouvir qualquer sugestão de voltar ou oposição na proposta de fazê-lo. Na mídia, mais tarde, os Duff Gordons, em particular, foram amplamente criticados pelo que foi interpretado como uma  insensibilidade diante do desastre. Por exemplo, enquanto o Titanic afundava, Lucile teria comentado com sua secretária: "A sua linda camisola se foi." O foguista Pusey respondeu que ela não deveria se preocupar em perder seus pertences porque poderia comprar mais. Pusey mencionou que toda a tripulação perdeu suas malas e que o pagamento deles parou desde o momento do naufrágio. Sir Cosmo respondeu: "Muito bem, vou dar a cada um cinco libras  para comprar uma nova mala!" A bordo do navio de resgate Carpathia, fez como prometido, presenteando cada um dos sete tripulantes de seu bote com um cheque de £5.
Quando este ato se tornou público, foi interpretado por muitos da imprensa como um suborno para evitar que a tripulação voltasse para a cena do naufrágio para resgatar outros. O inquérito oficial da Junta Comercial britânica sobre o desastre investigou esta alegação mas descobriu que a acusação de suborno era falsa. Mesmo assim, a publicidade prejudicou a reputação de Sir Cosmo. Uma fotografia dos ocupantes do Bote 1 foi tirada a bordo do Carpathia. Lucile tinha consentido a um pedido de um passageiro do Carpathia, Dr. Frank Blackmarr, para tirar a foto, mas a visão de alguns tripulantes posando com seus coletes salva-vidas perturbaram alguns sobreviventes que posteriormente queixaram-se sobre o incidente.

### Bote 6 (bombordo)

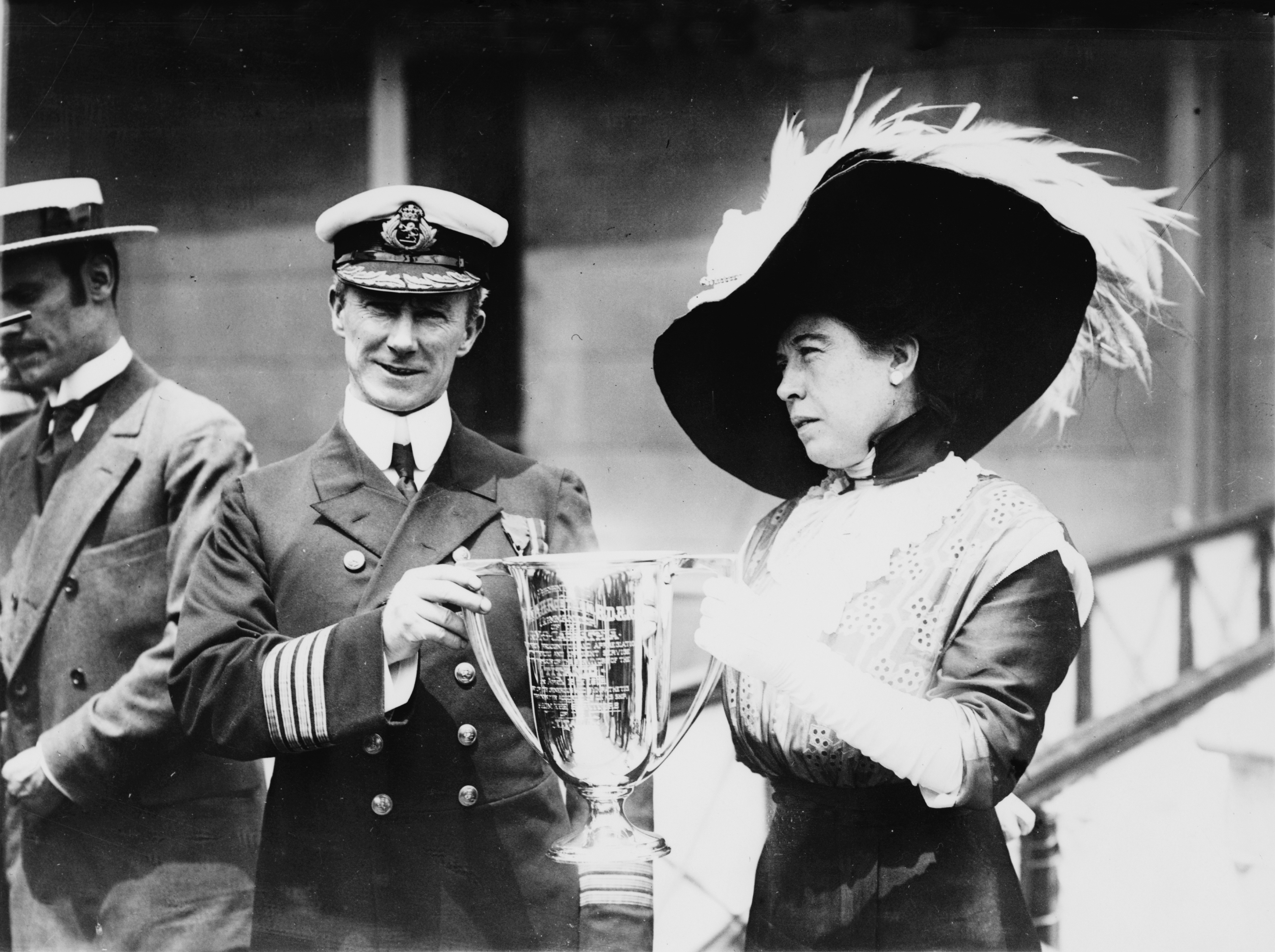
Margaret "Molly" Brown presenteando o Capitão Arthur Rostron do RMS Carpathia com um troféu por ter resgatado os sobreviventes do Titanic

Lightoller lançou o Bote 6 às 1:10; foi fotografado enquanto se aproximava do Carpathia, revelando ter 28 pessoas a bordo, embora tivesse capacidade para 65. A milionária de Denver Margaret "Molly" Brown estava entre os ocupantes mais proeminentes do Bote núemro 6, assim como a escritora e feminista de Washington, D.C. Helen Churchill Candee, e as sufragistas inglesas Edith Bowerman e sua mãe Sra. Edith Chibnall. Brown não embarcou voluntariamente mas foi pega por um tripulante e jogada dentro do bote enquanto este estava sendo baixado. O quartel-mestre Robert Hichens foi colocado no comando do bote juntamente com o vigia Frederick Fleet. Enquanto estava sendo baixado, súplicas das mulheres no bote por remadores extras obrigaram Lightoller a solicitar na multidão do convés por qualquer pessoa que tivesse experiência em vela. O tenente-coronel Arthur Godfrey Peuchen do Royal Canadian Yacht Club se voluntariou e desceu por uma corda até o bote. Peuchen foi o único passageiro masculino que o Segundo Oficial  Lightoller permitiu embarcar nos botes salva-vidas.
As relações entre os ocupantes do Bote 6 foram tensas ao longo da noite. Hichens aparentemente se ressentia da presença de Peuchen, talvez temendo que o major assumisse o controle do bote. Os dois homens brigaram e Hichens recusou o pedido de Peuchen para que ele o ajudasse nos remos, já que havia apenas um outro homem (Fleet) remando.
Quando o Titanic afundou, Peuchen, Brown e outros insistiram que Hichens retornasse para resgatar as pessoas que estavam na água. Hichens se recusou, até mesmo ordenando aos homens nos remos que parassem de remar completamente. "Não faz sentido voltar," ele gritou. "Há apenas um monte de rígidos lá," completando: "São nossas vidas agora, não a deles." Os pedidos por socorro logo pararam. Brown agora pedia a Hichens que deixassem as mulheres remarem para mantê-las aquecidas. Quando ele recusou, Brown o ignorou e começou a passar os remos para as mulheres  mesmo assim. Ele protestou e a xingou, e em um momento se moveu para impedi-la fisicamente. Ela disse a ele para ele ficar onde estava ou ela o jogaria ao mar. Outros se juntaram para apoiá-la, dizendo a Hichens para ficar quieto. Mas ele continuou a xingar, chocando um dos foguistas (transferido do Bote 16) que finalmente perguntou a ele: "Você não sabe que está falando com uma senhora??" Tomando um remo para si mesma, Brown organizou as outras mulheres em turnos, duas por remo. Quando suas heroicas ações foram publicadas na imprensa, ela se tornou conhecida como a  "Inafundável" Molly Brown." A liderança de Brown foi apoiada por Helen Candee, que ela própria ajudou nos remos apesar de um tornozelo quebrado quando caiu dentro do bote enquanto embarcava.
Após o Titanic ter afundado, o Bote 6 foi amarrado ao Bote 16. Foi um dos últimos a chegar ao Carpathia, por volta de 8:00 da manhã.

### Bote 16 (bombordo)
O Sexto Oficial James Moody supervisionou o lançamento do Bote 16 por volta de 1:20. Se acredita que 40 pessoas estavam a bordo quando o bote chegou ao  Carpathia; foi descrito que a maioria a bordo era de mulheres e crianças da Segunda e Terceira classe. Entre os ocupantes estava a tripulante Violet Jessop que sobreviveu aos acidentes de todos os navios da classe  Olympic: a colisão do Olympic com o HMS Hawke em 1911, o naufrágio do Titanic em 1912 e o do Britannic em 1916.

### Bote 14 (bombordo)
Por volta de 58 pessoas estavam a bordo do Bote 14, com Wilde, Lightoller e Lowe supervisionando seu lançamento. Na hora de seu lançamento por volta de 1:30, o Titanic já estava com grande parte inundada e alguns passageiros ainda a bordo começaram a ficar em pânico. Lowe disparou três tiros de seu revólver para advertir uma multidão de passageiros pressionando as grades. Quando o barco foi baixado, um jovem escalou as grades e tentou se esconder debaixo dos assentos. Lowe ordenou que ele saísse sob a mira do revólver,  primeiro ameaçando "Jogá-lo para fora", então apelando "seja homem – temos mulheres e crianças para salvar." O passageiro voltou para o convés onde ficou deitado de bruços aguardando seu destino. Outro passageiro homem, Daniel Buckley, conseguiu entrar no Bote 14 escondendo-se sob o xale de uma mulher.
O bote chegou à água em segurança, com o próprio Lowe a bordo no comando. Após o Titanic afundar ele juntou os Botes 10, 12, 14 e o bote desmontável D, transferiu muitos daqueles a bordo do Bote 14 para os outros botes e levou o bote de volta ao local do naufrágio para procurar por sobreviventes. O bote salva-vidas 4 (bombordo) foi o único bote a resgatar pessoas do mar. No momento em que o bote de Lowe chegou à cena do naufrágio, o mar estava coberto com os corpos de centenas de pessoas que tinham morrido de hipotermia. Quatro homens (o tripulante Harold Phillimore, o passageiro de primeira classe William Fisher Hoyt, o passageiro da terceira classe Fang Lang e uma quarta pessoa desconhecida, possivelmente o passageiro de segunda classe Emilio Ilario Giuseppe Portaluppi) foram puxados do mar. Hoyt morreu no bote, enquanto os outros três sobreviveram.
Poucas horas depois Lowe resgatou sobreviventes a bordo do bote desmontável A, que estava próximo de afundar, e os trouxe a bordo do bote número 14. O bote encontrou-se com o Carpathia por volta de 7:15.
Entre os sobreviventes do Bote 14 estavam:
- Eva Hart e sua mãe, Esther
- Sra. Alice Louch (seu marido Charles Louch, com 50 anos de idade, afundou com o Titanic; seu corpo foi recuperado 9 dias depois)
- Charlotte Collyer e sua filha Marjorie
- Elizabeth e Edith Brown

### Bote 12 (bombordo)
Lightoller e Wilde baixaram o Bote 12 às 1:30 com 30 pessoas a bordo. Foi à princípio tripulado pelo marinheiro Frederick Clench e posteriormente no comando do marinheiro John Poigndestre. Um passageiro homem saltou para o barco quando este era baixado, passando pelo convés B. Houve muita dificuldade na retirada das cortas das polias, exigindo que Poigndestre usasse uma faca para cortar as cordas. Diversos passageiros de outros botes foram transferidos para o Bote 12 após o naufrágio e estava fortemente sobrecarregado quando chegou ao Carpathia com ao menos 69 pessoas a bordo. Foi o último bote pego pelo Carpathia, por volta de 8:15.

### Bote 9 (estibordo)

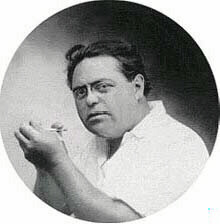
Jacques Futrelle insistiu que sua esposa entrasse no Bote 9, mas não encontrou um bote salva-vidas para si mesmo e morreu no naufrágio

A descida do Bote 9 às 1:30 com 56 pessoas a bordo foi supervisionada por Murdoch, possivelmente com a ajuda de Moody. O contramestre Albert Hames foi posto no comando com o marinheiro George McGough no leme. A maioria dos passageiros eram mulheres, com dois ou três homens que entraram no bote quando nenhuma outra mulher estava por perto. Uma mulher idosa se recusou a embarcar, fazendo um grande alvoroço. May Futrelle, esposa do romancista Jacques Futrelle, também estava inicialmente relutante em embarcar; mas após seu marido lhe dizer: "Pelo amor de Deus, vá! É sua última chance! Vá!", um oficial lhe forçou para dentro do bote. O milionário Benjamin Guggenheim conduziu Léontine Aubart, sua amante francesa e sua criada, Emma Sägasser, para o Bote 9 antes de se retirar para sua cabine com seu valet, Victor Giglio. Ambos homens retiraram seus coletes salva-vidas e colocaram seus trajes de gala. Guggenheim disse a um tripulante, "Nós nos vestimos com nosso melhor, e estamos preparados para afundar como  cavalheiros. Existe uma grave dúvida de que os homens sairão. Estou disposto a permanecer e jogar o jogo do homens se não houver botes suficientes para mais do que as mulheres e as crianças. Não vou morrer aqui como um animal. Diga a minha esposa que joguei o jogo até o final. Nenhuma mulher deve ser deixada a bordo deste navio porque Ben Guggenheim foi um covarde."
Kate Buss e sua amiga, Marion Wright, estavam de pé com seus conhecidos Douglas Norman e Dr. Alfred Pain, assistindo os botes serem baixados, quando se ouviu: "Mais alguma senhora?". Os dois homens conduziram Buss e Wright até o Bote 9, que gesticulou para que Norman e Pain se juntassem a elas. Entretanto, os homens foram barrados de entrar por um tripulante no convés. Horrorizada, Buss exigiu saber por que eles não tinham sido autorizados a embarcar. Hames disse-lhe: "O oficial deu a ordem de descer, e se eu não o fizesse, ele poderia atirar em mim, e simplesmente colocaria qualquer outro no comando, e ainda assim seus amigos não seriam autorizados a embarcar." Tanto Norman quanto Pain pereceram no desastre. O bote foi pego pelo Carpathia muitas horas depois, por volta de 6:15.

### Bote 11 (estibordo)
O Bote 11 foi baixado sob a supervisão de Murdoch às 1:35 com o marinheiro Sidney Humphreys no comando. Neste momento os botes salva-vidas estavam sendo carregados muito mais perto de sua capacidade, e o Bote 11 foi estimado de ter carregado 70 pessoas. Um ocupante,  Steward James Witter, foi golpeado no barco por uma mulher histérica a quem ele estava ajudando a embarcar, enquanto o bote era baixado. A passageira de primeira classe Edith Louise Rosenbaum, correspondente em Paris do jornal Women’s Wear Daily, trouxe seu porco de brinquedo, uma caixa de música que tocava maxixe e tinha sido dada a ela como um amuleto de boa sorte por sua mãe. Ela estava muito assustada para entrar no barco salva-vidas, mas quando um membro da tripulação, confundiu seu brinquedo com um bebê, o jogou para dentro do bote e ela pulou atrás dele. Definitivamente, o mais estranho sobrevivente do Titanic, é agora parte da coleção do Museu Marítimo Nacional em Londres, e foi usado como objeto de cenário no filme A Night To Remember. O passageiro de segunda classe Nellie Becker protestou no caminho para o bote 11, depois que um oficial colocou seu filho e filha mais nova no barco. Inicialmente, ela foi proibida de entrar por Murdoch, que sentiu que o barco já estava muito cheio. Mas ela embarcou mesmo assim. No caos, no entanto, sua filha mais velha, Ruth, foi deixada para trás e foi instruída por Murdoch para se dirigir para o bote salva-vidas número 13.
Ao atingir a água, o bote salva-vidas número 11 esteve perto de naufragar por um jato de água sendo bombeado para fora do navio para conter a inundação. Os ânimos de exaltaram entre os muitos passageiros, alguns dos quais tiveram que ficar em pé, enquanto o bote se afastava do navio. Rosenbaum mostrou alguma calma usando seu porco musical para entreter as crianças agachadas. O bote salva-vidas foi encontrado pelo Carpathia por volta das 7:00.

### Bote 13 (estibordo)

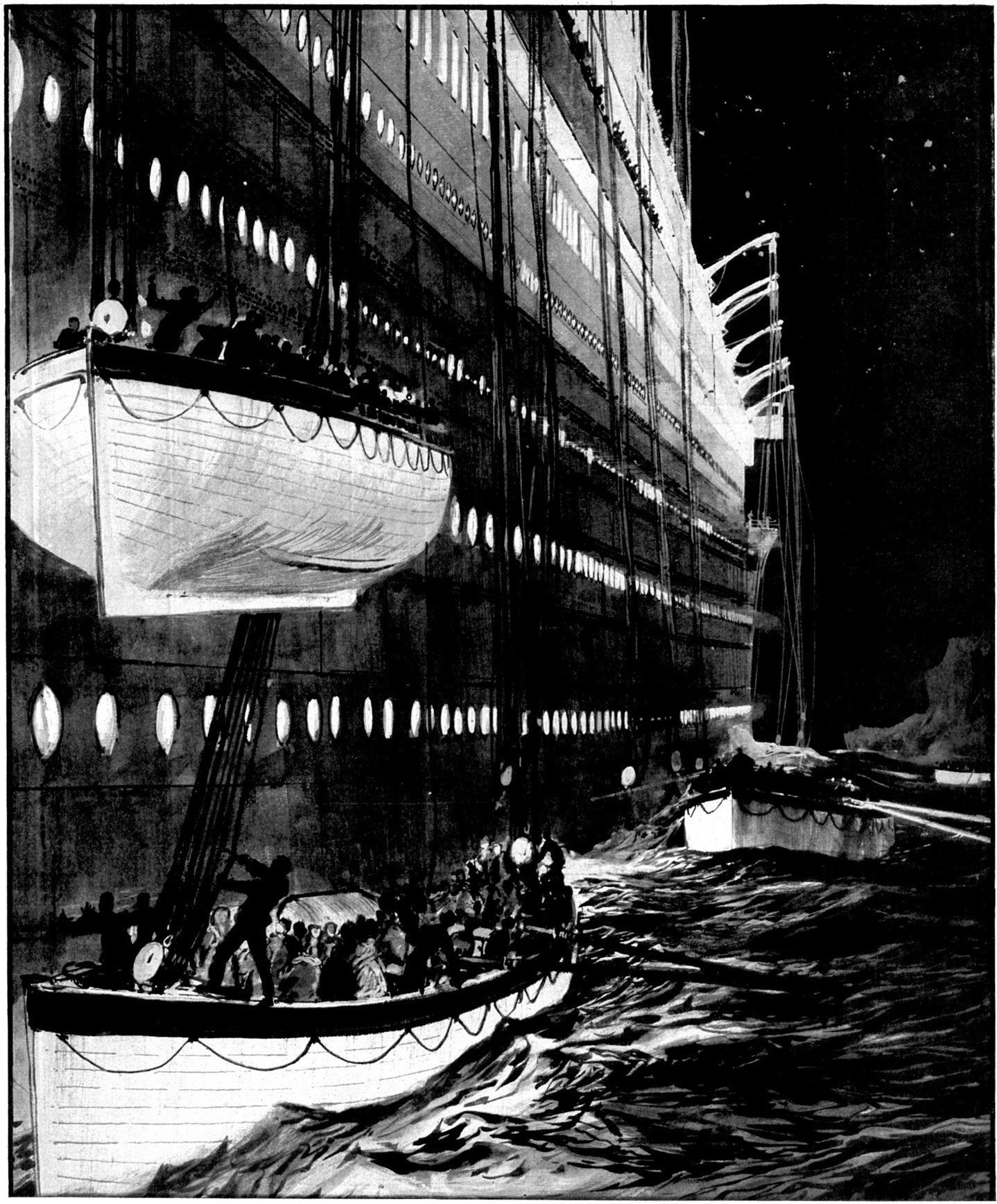
Após ser baixado ao mar, o Bote 13 ficou debaixo do Bote 15 que descia pela lateral do navio (como retratado por Charles Dixon).

O Bote 13 foi parcialmente carregado no Convés dos Botes e parcialmente do Convés A quando foi baixado até aquele nível e depois lançado sob a supervisão de Murdoch e Moody às 1:40. De novo, estava muito ocupado, com 65 pessoas a bordo e liderado pelo foguista Frederick Barrett. Os ocupantes eram principalmente mulheres e crianças da segunda e terceira classes. Entre os homens a bordo estava Lawrence Beesley, que subsequentemente escreveu um livro muito popular sobre o desastre. Dr. Washington Dodge também estava a bordo, tendo anteriormente visto sua esposa e filho embarcar no Bote 5. Ele deveu sua presença a bordo do bote ao aparente sentimento de culpa do tripulante F. Dent Ray, que tinha insistido aos Dodges a embarcarem no Titanic em primeiro lugar. Pouco antes do Bote 5 ser baixado, Ray botou Dodge a bordo. A passageira de segunda classe, Ruth Becker, com 12 anos de idade, foi colocada neste bote por Moody depois de ter sido impedida de entrar no sobrecarregado bote salva-vidas número 11, onde a mãe e os dois irmãos de Ruth haviam embarcado. Ela foi uma das poucas passageiras que trouxe cobertores de sua cabine para o bote, que mais tarde foram usados para manter os foguistas, que estavam usando camisas sem mangas, quentes enquanto remavam. Outros não queriam embarcar de qualquer maneira. Um mulher ficou histérica no convés, clamando, "Não me ponham neste bote! Não quero ir neste bote! Nunca estive em um bote aberto na minha vida!" Ray disse-lhe: "Você tem que ir e também se manter quieta."
Enquanto estava sendo baixado, o bote quase foi inundado por "um enorme fluxo de água, de 1 ou 1,5 metro de diâmetro" proveniente do escape do condensador que estava sendo produzido pelas bombas, muito abaixo, tentando retirar a água que estava inundando o Titanic. Os ocupantes do bote tiveram que empurrar o bote para longe da lateral do navio usando seus remos e chegaram à água em segurança. O jato do escape balançou o bote que quase foi esmagado pelo bote salva-vidas número 15, que estava sendo baixado quase que simultaneamente. Sua descida foi interrompida em tempo, com apenas alguns metros de sobra. As polias do bote número 13 emperraram e tiveram que ser cortadas para permitir que o bote se afastasse do navio com segurança. Poucas horas depois os ocupantes viram o Carpathia vindo em seu resgate e começaram a remar em direção a ele acompanhado da música "Pull for the Shore, Sailor." Foram pegos por volta de 6:30.

### Bote 15 (estibordo)
Murdoch e Moody supervisionaram a descida do Bote 15 simultaneamente com o Bote 13 e chegou à água apenas um minuto depois, às 1:41. O foguista Frank Dymond foi colocado no comando do que seria o mais pesado dos botes lançados, com cerca de 65 pessoas a bordo. Estava tão pesado que as bordas foram relatadas estar quase no nível da água; uma passageira posteriormente disse que quando ela se inclinou contra a borda seus cabelos se arrastavam na água. O bote foi um dos últimos recuperados pelo Carpathia, por volta de 7:30.
Ocupantes do Bote 15 incluía:
- Alfred Frank Evans, vigia, posto no comando do bote junto com o foguistan Frank Dymond.

### Bote 2 (bombordo)
A descida do Bote 2, o segundo dos dois cúters, com uma ocupação de 25 pessoas foi supervisionada por Wilde e Smith por volta de  1:45. Quando Lightoller moveu o barco para prepará-lo para o carregamento, ele descobriu que já estava lotado com um grande grupo de passageiros e tripulantes masculinos. Ele ordenou que saíssem, com arma em punho, dizendo a eles: "Saiam daí, seus malditos covardes! Gostaria de ver cada um de vocês no mar!" Eles abandonaram o bote, mas não tinham como saber se o revólver não estava carregado.
Mesmo nesta fase tardia, alguns barcos partiam com muito espaço a bordo; Bote 2 parece ter sido baixado com apenas 17 pessoas a bordo, apesar da capacidade de 40. Os ocupantes eram principalmente mulheres, mais um passageiro masculino da terceira classe, Anton Kink, que se juntou à sua esposa e jovem filha no bote. Foi dado o comando do bote ao Quarto Oficial Boxhall.
Quando o Titanic afundou às 2:20, Boxhall sugeriu aos ocupantes que eles deveriam voltar para pegar pessoas na água. No entanto, eles se recusaram. Boxhall achou isso intrigante, pois pouco tempo antes as mulheres imploraram a Smith que seus maridos fossem autorizados a acompanhá-las, ainda assim elas não queriam voltar para salvá-los (embora na verdade apenas uma mulher, Sra. Walter Douglas, tinha deixado o marido a bordo). O bote foi o primeiro recuperado pelo Carpathia, às 4:10.

### Bote 10 (bombordo)
O Bote 10 foi lançado por volta de 1:50 com o marinheiro Edward Buley no comando. Parece ter embarcado 35 pessoas quando foi lançado. No momento em que o Titanic estava adernando à bombordo, tornando cada vez mais difícil o lançamento de embarcações salva-vidas daquele lado do navio, já que o adernamento do navio criou uma lacuna de aproximadamente 91 centímetros entre o convés e as laterais dos botes de bombordo. Um tentativa de embarque por uma jovem francesa quase terminou em desastre quando seu salto para o bote foi curto e ela caiu na fenda entre o bote e a lateral do navio. Ela agarrou a borda do bote e seus pés encontraram as grades no convés abaixo; ela foi puxada de volta a bordo do navio. Em uma segunda tentativa, ela entrou em outro bote em segurança. O Titanic claramente não estava longe de afundar e esse acontecimento levou a uma maior urgência para carregar os botes salva-vidas; as crianças foram apressadas a embarcar e um bebê foi literalmente jogado e  pego por uma passageira. Um passageiro, a quem Lowe posteriormente descreveu como um "Italiano louco", correu para as grades enquanto o bote estava sendo baixado e pulou dentro dele. Se conta que Neshan Krekorian, um passageiro armênio da terceira classe, pulou dentro do Bote 10 enquanto este estava sendo baixado. Entre as pessoas no Bote 10 estava a mais jovem passageira do Titanic,  Millvina Dean de nove semanas de vida, que também foi a última sobrevivente remanescente. Ela foi acompanhada pela mãe, Sra. Etta Dean, e seu irmão mais velho Bertram. Dois dos que estavam a bordo foram mais tarde transferidos para outro bote salva-vidas, e tinha 55 a bordo quando se encontrou com o Carpathia poucas horas depois.  Foi o penúltimo bote a ser pego, por volta de 8:00.

### Bote 4 (bombordo)
Lançado simultaneamente com o Bote 10, com 42 pessoas a bordo, o último dos botes de madeira foi lançado sob a supervisão de Lightoller às 1:50 com o quartel-mestre Walter Perkis colocado no comando. Na verdade, foi um dos primeiros barcos salva-vidas a serem baixados por sugestão do Capitão Smith de que os passageiros deveriam ser carregados do Convés de Passeio em vez do Convés dos Botes. No entanto, o Capitão esqueceu que – ao contrário do navio anterior sob seu comando, o navio irmão do Titanic, o Olympic – a metade da frente do Convés de Passeio era fechada. Lightoller ordenou que as janelas da área do Convés de Passeio fossem abertas, e se deslocou para lidar com os outros botes salva-vidas. As janelas foram inesperadamente difíceis de abrir e para adicionar mais problemas, o bote salva-vidas ficou preso nas varas de sondagem do Titanic, que se projetavam do casco imediatamente abaixo do barco. A vara teve que ser cortada para permitir que o bote salva-vidas saísse do lugar. Uma pilha de cadeiras do convés foi usada como uma escadaria improvisada para permitir que os passageiros subissem e passando pelas janelas entrassem no barco.
Entre os ocupantes estava Madeleine Astor, a esposa grávida do milionário americano John Jacob Astor. Ela tinha enfrentado uma longa espera, indo e voltando entre o Convés de Passeio e o Convés dos Botes pois planos de como carregar os botes eram feitos e descartados. Agora embarcada, acompanhada de sua criada e de sua enfermeira, e ajudada por seu marido, que perguntou à Lightoller se poderia se juntar à ela.  Lightoller recusou, dizendo: "Nenhum homem está autorizado nestes botes até que as mulheres sejam embarcadas primeiramente." Astor disse à sua esposa: "O mar está calmo. Você ficará bem. Você está em boas mãos. Te encontrarei pela manhã." Ele não sobreviveu ao desastre.
A família Carter também chegou ao bote número 4. William Carter ajudou sua esposa Lucile e filha, também de nome Lucile, a embarcar no bote, mas seu filho Billy teve que deixar seu cachorro Airedale antes de ser permitido no barco.
Dos sete membros do grupo da família Ryerson da primeira classe, apenas as cinco mulheres foram inicialmente autorizadas a embarcar, incluindo Emily, suas duas filhas Emily e Susan, a empregada e a governanta. O filho, John, não foi autorizado, até que seu pai, Arthur, deu um passo à frente, proclamando: "É claro que esse garoto vai com a mãe dele. Ele tem apenas 13 anos." Todos sobreviveram exceto Arthur, que obedientemente ficou para trás.
O Bote 4 parecia ter 42 pessoas a bordo (por volta de 40 mulheres e crianças e dois ou três membros da tripulação) quando foi baixado. Como tinha sido ordenado, Perkis conduziu o barco ao lado do navio em busca de passarelas abertas, pois lhe foi dito para embarcar mais passageiros através delas, mas não encontrou ninguém.  Desta forma, o barco acabou perto dos turcos do Bote 16 (que já havia sido lançado), e dois engraxadores, Thomas Ranger e Frederick William Scott,
que estavam perto deles, desceram pelas cordas até o Bote 4 (Scott caiu na água mas foi colocado a bordo do bote salva-vidas). O bote então se afastou do navio para evitar a sucção. Um terceiro homem, Samuel Ernest Hemming, desceu pelas cordas de outro bote e nadou até o número 4, que estava 180 metros longe. Imediatamente após o naufrágio o bote remou de volta para o local para pegar mais sobreviventes (o único bote salva-vidas que tentou fazê-lo imediatamente). O bote pegou seis ou sete homens (o engraxador Thomas Patrick Dillon, o marinheiro William Henry Lyons, o tripulante Andrew Cunningham e Sidney Conrad Siebert, Frank Winnold Prentice e mais um ou dois nadadores não identificados) da água. Dois deles (Siebert e Lyons) posteriormente morreram. O número de ocupantes posteriormente cresceu quando outras pessoas foram transferidas do Bote 14 e do bote desmontável D. Quando chegou ao Carpathia às 8:00 tinha aproximadamente 60 ocupantes.

### Bote desmontável C (estibordo)
Wilde e Murdoch supervisionaram o lançamento do primeiro bote desmontável Engelhardt, com 44 pessoas, que foi retirado do local onde era armazenado. As laterais foram erguidas e o bote preso aos turcos. A maioria dos botes da parte dianteira já tinha partido neste momento e a maioria da multidão no convés tinha sido deslocada para a popa enquanto a proa do Titanic mergulhava cada vez mais na água. O bote quase foi invadido por um grupo de tripulantes e passageiros da terceira classe que tentaram subir a bordo mas foram repelidos pelo tripulante McElroy, que disparou dois tiros de aviso para o ar, enquanto Murdoch tentava deter a multidão. Dois passageiros da Primeira Classe, Hugh Woolner e o industrial sueco Mauritz Håkan Björnström-Steffansson, chegaram em apoio aos oficiais e arrastaram para fora dois tripulantes que entraram no bote salva-vidas. Com a assistência de Woolner e Steffanson, Murdoch e Wilde conseguiram carregar o bote de maneira rápida mas calma. O presidente da White Star Line J. Bruce Ismay também ajudou a reunir mulheres e crianças fazendo que embarcassem no desmontável C. O Capitão Smith, que estava observando os eventos da asa da ponte de estibordo, mandou que o quartel-mestre George Rowe tomasse o comando do bote. Após Wilde chamar repetidamente mulheres e crianças para embarcar, alguns homens tomaram os espaços restantes do bote, incluindo Ismay; sua decisão de se salvar foi posteriormente considerada controversa.
O bote foi baixado na água às 2:00, se tornando o último bote de estibordo a ser lançado. Agora o Titanic estava adernando pesadamente para bombordo e o bote colidiu com o casco do navio enquanto esse afundava na água. Aqueles a bordo usaram suas mãos e remos para manter o bote longe da lateral do navio. Enquanto o Titanic continuava afundando, Ismay virou as costas para o navio, incapaz de suportar a visão. Foi o primeiro dos botes desmontáveis a alcançar o Carpathia, às 5:45, e tinha por volta de 43 pessoas a bordo.

### Bote desmontável D (bombordo)

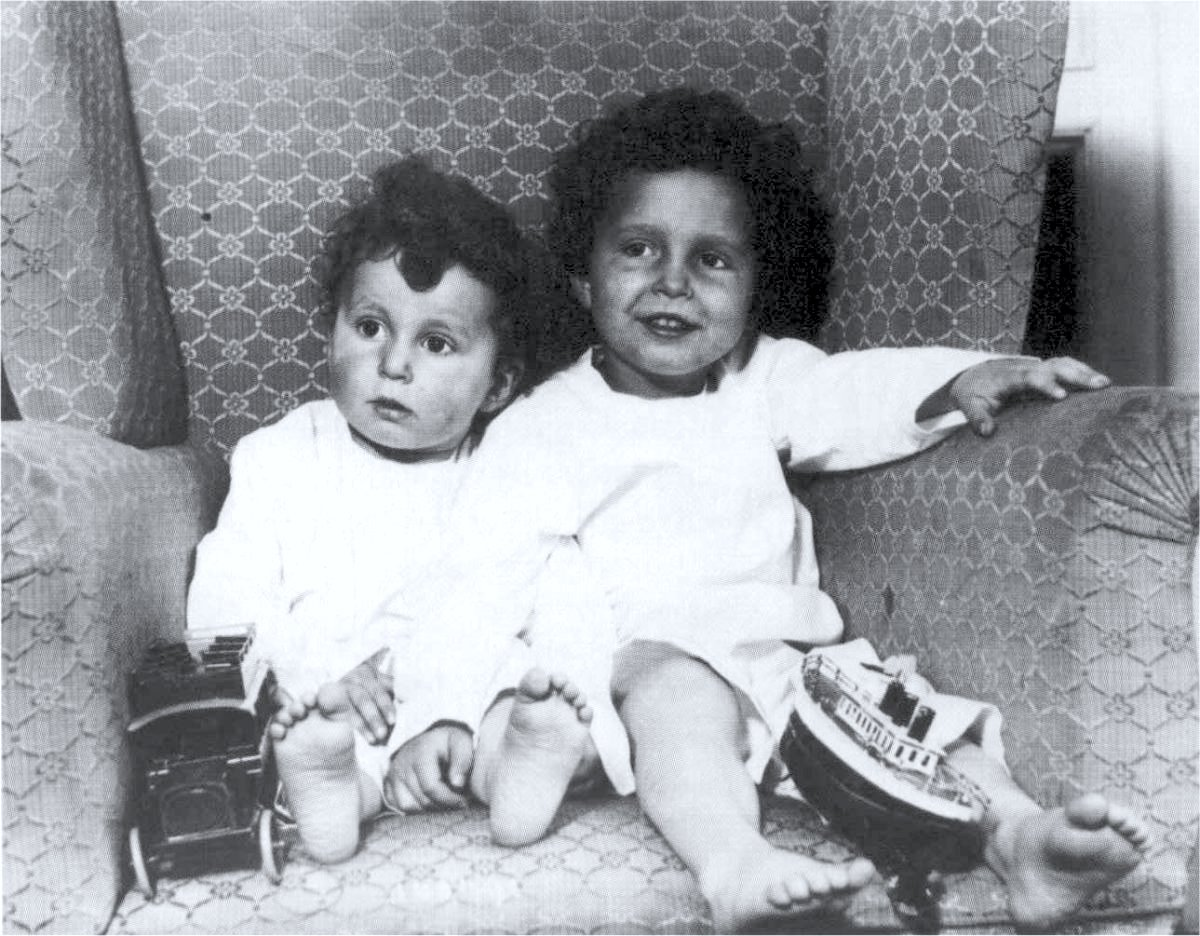
Michel Marcel Navratil, à direita e seu irmão Edmond, à esquerda, os "Órfãos do Titanic" do Bote Desmontável D

Quando o Bote Desmontável D foi lançado por volta de 2:05, ainda havia 1.500 pessoas a bordo do Titanic e apenas 47 assentos no bote. Os membros da tripulação formaram um círculo em volta do bote para assegurar que apenas mulheres e crianças pudessem embarcar. Dois pequenos garotos foram trazidos através do cordão por um homem que dizia ser "Louis Hoffman". Seu nome verdadeiro era Michel Navratil; ele era um alfaiate eslovaco que havia sequestrado seus filhos de sua esposa e os levava para os Estados Unidos. Ele não embarcou no bote e morreu quando o navio afundou. A identidade das crianças, que se tornaram os "Órfãos do Titanic", foi um mistério por algum tempo depois do naufrágio e foi resolvido somente quando a esposa de Navratil os reconheceu por fotografias que circularam pelo mundo. O mais velho dos dois garotos, Michel Marcel Navratil, foi o último passageiro masculino vivo, sobrevivente do desastre. A passageira da Primeira Classe Edith Evans cedeu seu lugar no bote salva-vidas para Caroline Brown, que se tornou o último passageiro a entrar em um bote salva-vidas saindo dos turcos. Evans se tornou uma de apenas quatro mulheres da Primeira Classe que pereceram no desastre.
Por fim, mais ou menos 25 pessoas estavam, a bordo quando partiu do convés sob o comando do quartel-mestre Arthur Bright. Dois passageiros da primeira classe, Hugh Woolner e Mauritz Håkan Björnström-Steffansson, pularam do Convés A (que começava a inundar) para o bote enquanto este era baixado, com Björnström-Stefansson caindo de ponta-cabeça na proa do bote e Woolner quase caindo fora antes de ser puxado a bordo pelos ocupantes. Outro passageiro  da primeira classe, Frederick Maxfield Hoyt, que tinha anteriormente colocado sua esposa no bote, em seguida pulou na água imediatamente, e foi puxado a bordo por Woolner e Björnström-Steffansson. O número de pessoas a bordo aumentou quando de 10 a 12 sobreviventes foram transferidos para o bote desmontável D vindos de outro bote. O Carpathia os pegou às 7:15.

### Bote desmontável B (bombordo)

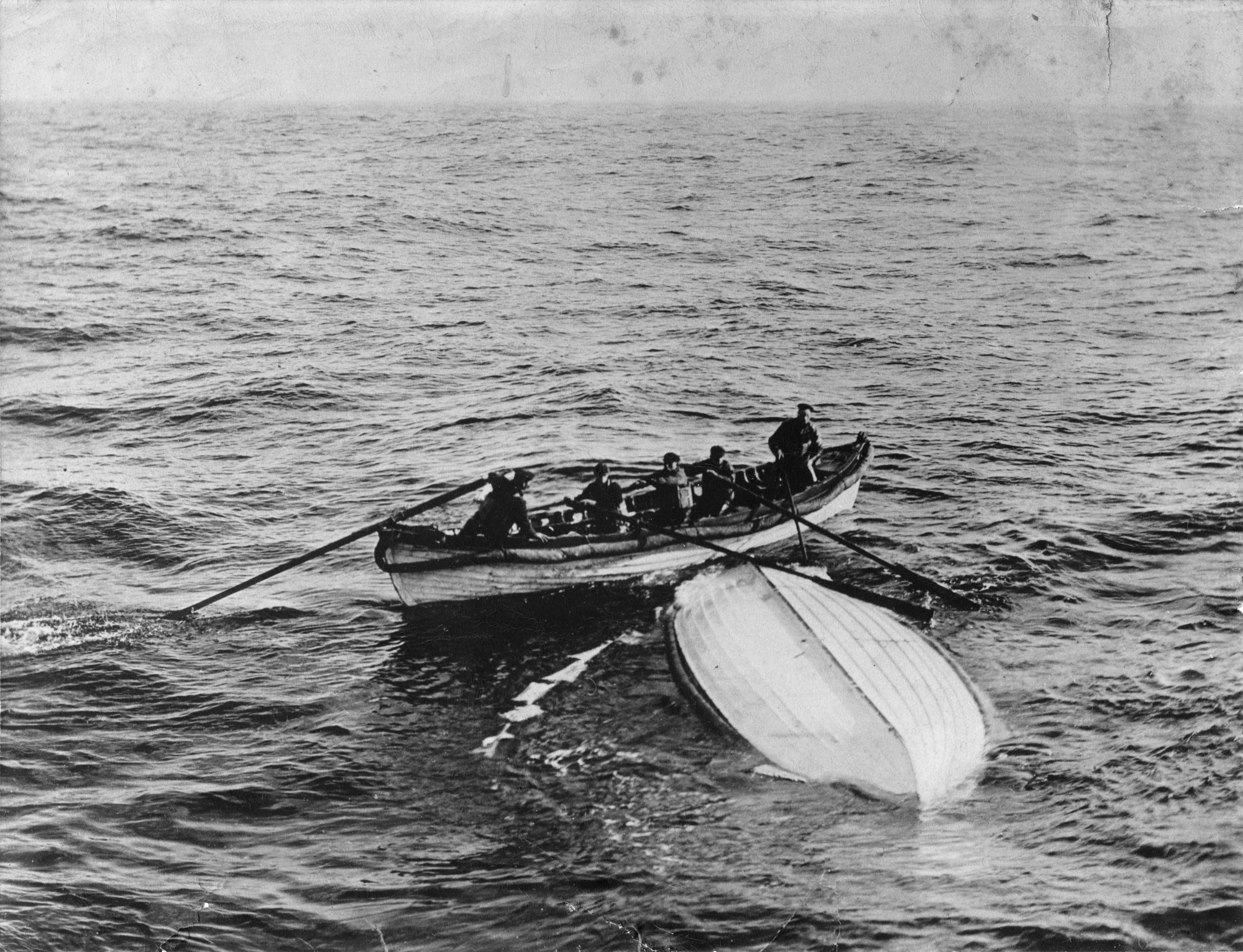
O Bote Desmontável B, encontrado à deriva pelo navio Mackay-Bennett durante sua missão de recuperar os corpos daqueles que morreram no desastre

Por volta de 2:15, Lightoller, Moody e outros lutavam para retirar os Botes Desmontáveis A e B de seus lugares de estocagem no teto dos quartos dos oficiais. Fizeram rampas improvisadas usando remos e varas na tentativa de fazer os botes escorregarem até o Convés dos Botes. Infelizmente, para todos os envolvidos, o barco atravessou a rampa e pousou de cabeça para baixo no convés. Chegou ao Convés dos Botes de cabeça para baixo, mas não havia tempo para endireitá-lo, já que o Titanic começou sua ruptura final e mergulho no fundo do mar. A água varreu o Convés dos Botes, levando o bote e muitas pessoas ao mar. O operador de rádio Harold Bride se encontrou preso debaixo do casco virado. O ângulo crescente do Titanic dentro da água e a abertura de uma junta de expansão fez com as cordas que apoiavam a chaminé dianteira arrebentassem, a derrubando na água, esmagando os nadadores em seu caminho e empurrando o Desmontável B para longe do navio. Com o Titanic indo para baixo, o bote salva-vidas foi deixado no meio de centenas de pessoas nadando na água. Algumas dezenas de pessoas subiram em seu casco, incluindo Lightoller, que então tomou o comando. Também a bordo Jack Thayer (cuja mãe foi salva com sua criada no Bote 4, mas cujo pai morreu), o historiador militar Coronel Archibald Gracie, que posteriormente escreveu um relato muito popular sobre o desastre, e o Padeiro Chefe Charles Joughin. Bride conseguiu escapar do bolsão de ar sob o barco e subiu no casco.
Aqueles a bordo do Desmontável B sofreram grandemente durante a noite. O bote gradualmente afundava na água enquanto o bolsão do ar embaixo dele ficava vazio. O mar começou a se agitar, fazendo com que o bote balançasse na agitação do mar e perdesse mais de seu precioso ar. Lightoller organizou os homens no casco em duas fileiras paralelas em cada lado de sua linha central, de frente para a proa, os fazendo balançar em uníssono para contrariar o movimento de balanço causado pela agitação do mar. Eles foram diretamente expostos à congelante água do mar, primeiramente em seus pés, então nos tornozelos e finalmente em seus joelhos enquanto o bote afundava. Para alguns, a provação foi demais e, um a um, eles desmaiavam, caiam na água e morriam. As vítimas possivelmente incluíam: John George Phillips, o primeiro oficial de rádio e o passageiro da terceira classe David Livshin, cujo corpo foi pego pelo Carpathia na manhã seguinte. Por volta de 30 pessoas sobreviveram e foram transferidas para outros botes antes de serem resgatados pelo Carpathia.

### Bote desmontável A (estibordo)

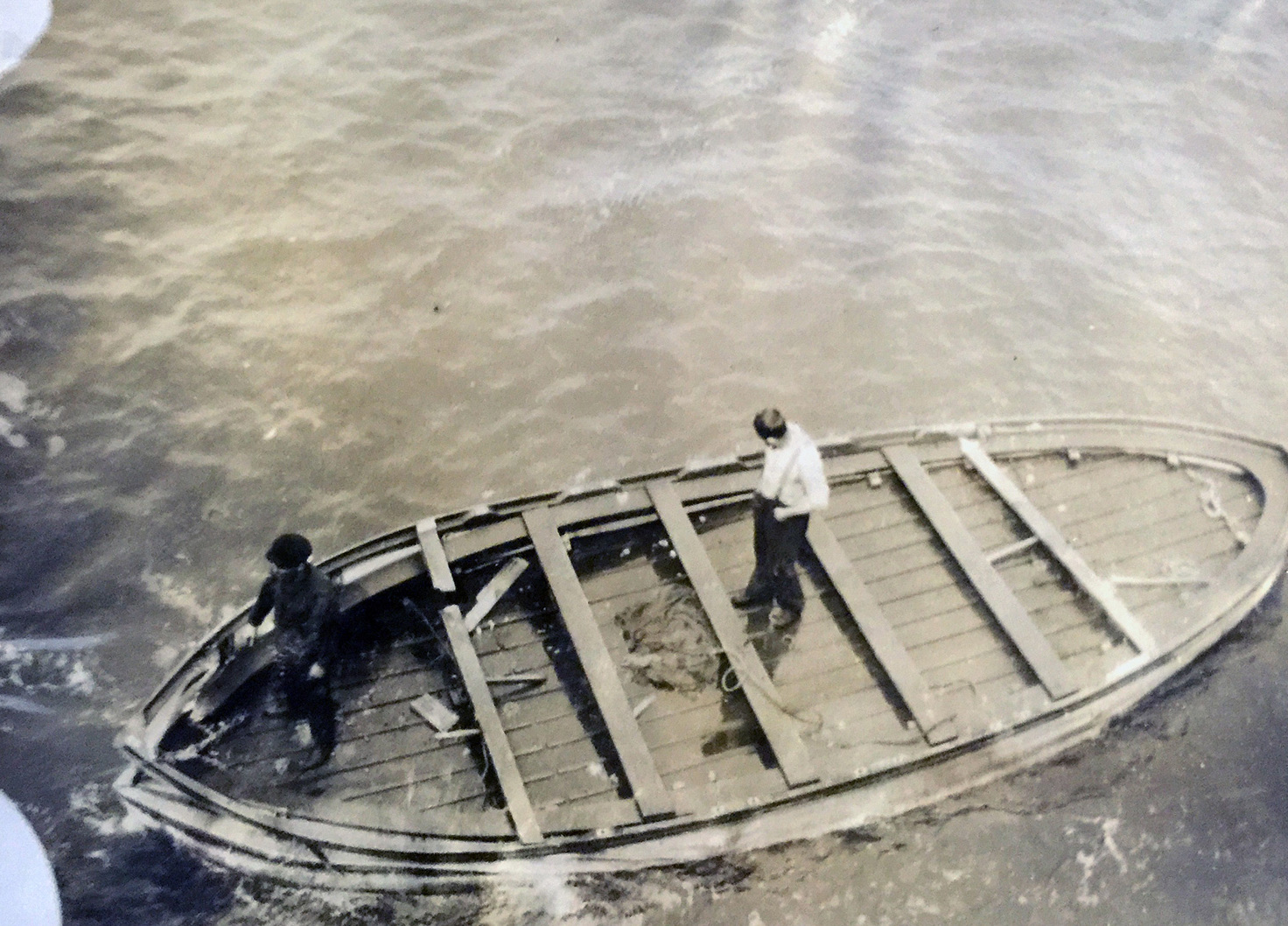
O bote desmontável A do Titanic, em 13 de maio de 1912.

O Bote Desmontável A chegou ao convés do modo certo e estava sendo preso às cordas por Murdoch e Moody quando foi varrido do Titanic às  2:15. No caos, as laterais de lonas não foram puxadas para cima e o bote ficou à deriva e se afastou do navio parcialmente submerso e perigosamente sobrecarregado. Muitos na água subiram nele mas muitos (ao menos sete ou oito, incluindo o passageiro da primeira classe Thomson Beattie, os passageiros  da terceira classe Arthur Keefe, Edvard Lindell e Gerda Lindell, e dois foguistas) morreram de hipotermia ou caíram de volta ao mar. Quando os sobreviventes foram transferidos para o Bote Desmontável D, por volta de apenas 12 ou 13 pessoas estavam vivas, Rhoda Abbott, que tinha perdidos seus dois jovens filhos na água, foi a única mulher. Três corpos, incluindo o do Sr. Beattie, foram deixados no Desmontável A, que foi largado à deriva; foram somente recuperados um mês depois, pelo RMS Oceanic, outro navio da White Star Line.

## Recuperação e descarte dos botes salva-vidas

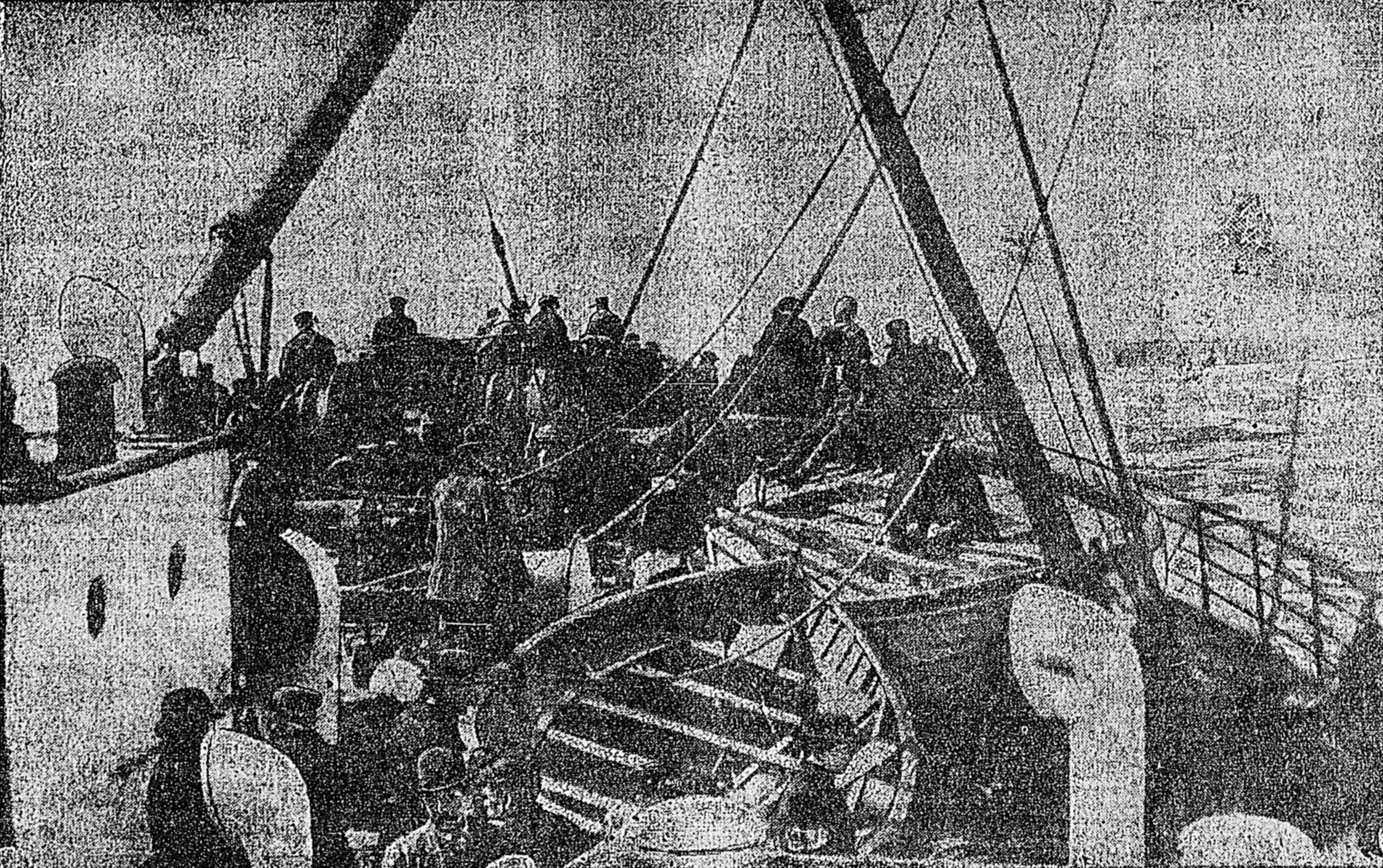
Os botes salva-vidas do Titanic espalhados no convés do Carpathia na manhã do desastre do Titanic.

Os passageiros do Titanic enfrentaram uma noite fria antes de serem pegos pelo RMS Carpathia na manhã de 15 de abril. O Bote 2 foi o primeiro a ser recuperado, às 4:10, e o Bote 12 o último, às 8:15. Os Botes 1, 2, 3, 5, 6, 7, 8, 9, 10, 11, 12, 13 e 16 foram trazidos a bordo do Carpathia, com o restante (incluindo todos os quatro botes desmontáveis) deixados à deriva. O Bote Desmontável B foi encontrado novamente alguns dias depois pelo navio canadense Mackay-Bennett mas uma tentativa de trazê-lo a bordo falhou e foi abandonado.
Os 13 botes salva-vidas recuperados pelo Carpathia foram entregues no Píer 59 da White Star Line em Nova Iorque, onde caçadores de souvenir logo roubaram grande parte de seus equipamentos. As placas com o nome Titanic foram removidas pelos funcionários da White Star Line e os botes foram inventariados pela C.M. Lane Lifeboat Co. do Brooklyn. Eles foram avaliados para resgate em um valor coletivo de £930 ($4.972) como os únicos itens recuperáveis do Titanic, e podem ter sido levados de volta para Inglaterra a bordo do Olympic, que partiu de Nova Iorque em 23 de maio de 1912, antes de serem destruídos ou silenciosamente redistribuídos para outros navios.
Embora nada agora permaneça dos botes salva-vidas originais, alguns acessórios sobreviventes ainda podem ser vistos, como uma bandeira de bronze da White Star Line removida do casco de um dos botes salva-vidas por um caçador de souvenir e agora mostrado no museu Titanic Historical Society. Um réplica em tamanho real de um bote está em exposição em Belfast no  Titanic Belfast.